# Каменноостровский проспект
Каменноостро́вский проспе́кт — проспект в Петроградском районе Санкт-Петербурга. Проходит от Петровской набережной до набережной реки Большой Невки, упираясь в Ушаковский мост. Является самой протяжённой магистралью Петроградского района. Пересекает Малую Невку по Каменноостровскому мосту.

## История
Проспект формировался в несколько этапов, начиная с 1712 года, когда от построенного в районе современной улицы Мира Оружейного двора проложили дорогу к Троицкой площади, вскоре получившую название Большой Ружейной улицы.
С 1770-х годов участок нынешнего проспекта, проходящий между Большим проспектом и Малой Невкой носил название «Дорога на Каменный остров». С начала XIX века он стал называться Каменноостровским проспектом. С середины XIX века название Каменноостровского проспекта относится уже к участку, идущему от Кронверкского проспекта до Большой Невки.
В начале XX века Л. Н. Бенуа писал о Каменноостровском проспекте: «Одна из самых невозможных улиц в мире. Сколько было разговоров, проектов его уширения, и возбуждался вопрос своевременно, когда было возможно всё произвести без относительно больших затрат…»
В 1903 году проспект был наконец продлён через Александровский парк к построенному тогда Троицкому мосту и тогда же стал застраиваться в современном европейском вкусе — в стиле модерн.

Каменноостровский проспект — одна из самых лёгких и безответственных улиц Петербурга. Ни вправо, ни влево не поддавайся: там чепуха, бестрамвайная глушь. Трамваи же на Каменноостровском развивают неслыханную скорость. Каменноостровский — это легкомысленный красавец, накрахмаливший свои две единственные каменные рубашки, и ветер с моря свистит в его трамвайной голове. Это молодой и безработный хлыщ, несущий под мышкой свои дома, как бедный щёголь свой воздушный пакет от прачки.— О. Мандельштам, «Египетская марка».
В 1918 году бо́льшая часть Каменноостровского проспекта (до Малой Невки) получила название Улица Красных Зорь. После гибели С. М. Кирова, жившего на улице Красных Зорь в доме 26—28, проспект 15 декабря 1934 года назвали Кировским. Проспект был масштабно реконструирован в 1935 году. Название Каменноостровского вернулось 4 октября 1991 года.
Участок от Малой до Большой Невки все эти годы не менял названия. Начало проспекта (участок до пересечения с Кронверкским проспектом) формально вошёл в общую магистраль в 1950-х годах. Это никак не сказалось на нумерации домов, поскольку на «новом» участке не было ни одного здания.
В 2016 году протяжённость Каменноостровского проспекта была установлена от Петровской набережной до набережной реки Большая Невка — таким образом, в состав Каменноостровского проспекта вошёл участок от улицы Куйбышева и Кронверкской набережной до Петровской набережной, носивший в 1903—1927 годах отдельное наименование «Троицкая набережная».

## Достопримечательности

### Сады, церкви, памятники

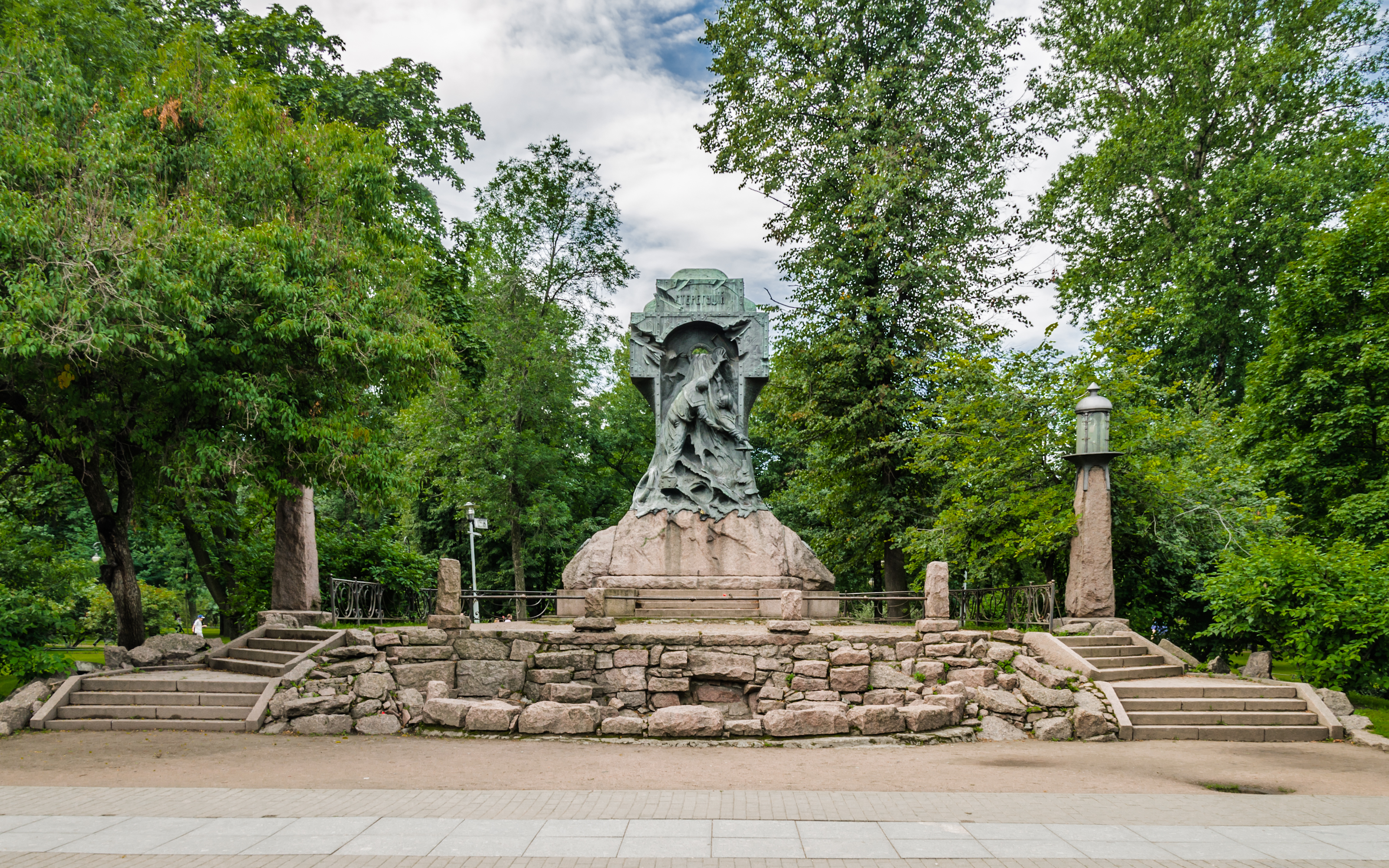
Памятник «Стерегущему» (скульп. К. В. Изенберг, архит. А. И. фон Гоген)

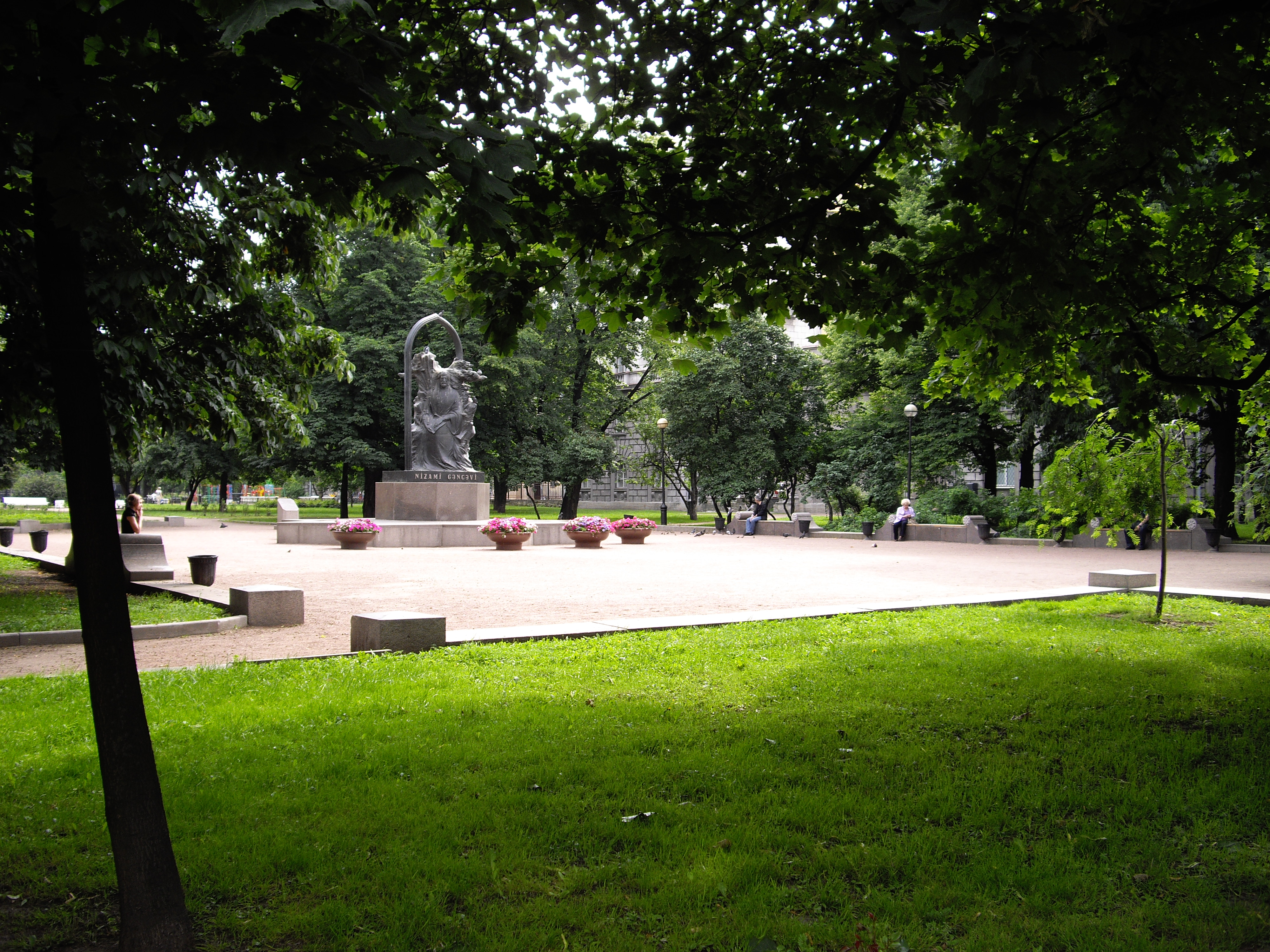
Сквер Низами

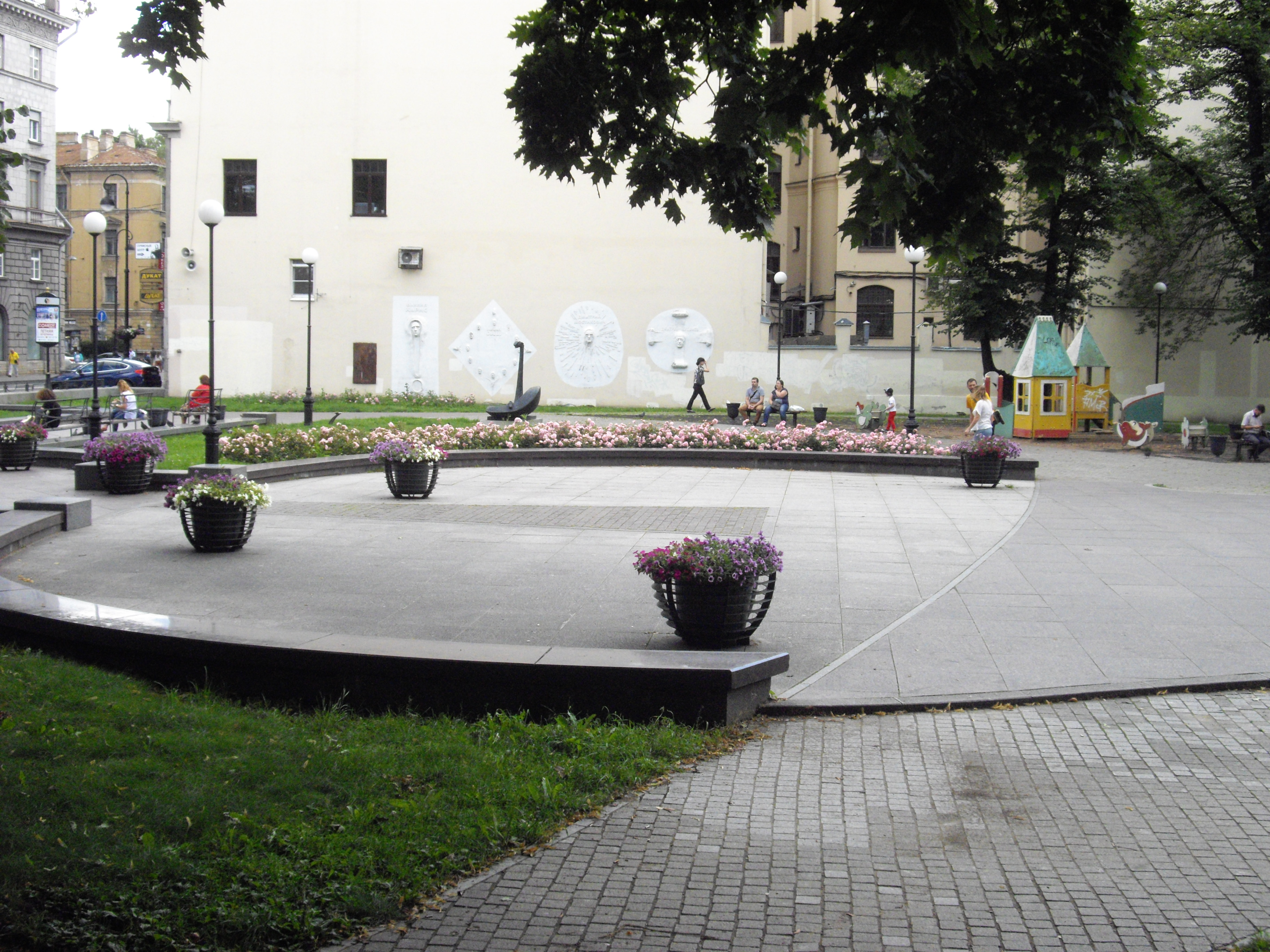
Сад Андрея Петрова

Барельефы на стене здания рядом с садом

- В начале проспекта расположена Троицкая площадь со сквером, в котором к 300-летию города в 2002-2003 годах была возведена небольшая часовня Живоначальной Троицы (арх. А. И. Кицула, А. В. Михалычев, Г. А. Рыбаков). В её формах соединены разные мотивы петербургской архитектуры: от гранитных набережных Невы до купола Исаакиевского собора и модерна. В 1990 году в сквере был установлен Соловецкий камень под будущий памятник «Жертвам политических репрессий в Петрограде-Ленинграде».
- К западу от Троицкой площади расположен Александровский парк, отделённый от Троицкой площади проезжей частью, ведущей от Троицкого моста к началу Каменноостровского проспекта (на большинстве карт эту проезжую часть на Троицкой площади изображают как начальный участок проспекта, хотя это и не соответствует официальному Реестру названий[6]). Здесь находится памятник «Стерегущему» (1911, ск. К. В. Изенберг, арх. А. И. фон Гоген) расположен в Памятник изображает часть корпуса корабля и двух матросов, открывающих кингстоны (поскольку во время изготовления памятника бытовала легенда о затоплении захваченного японцами корабля русскими моряками). Высота композиции — 5 метров. В начале 1930-х годов (до 1935) и с 1947 по 1971 год через открытый кингстон подавалась вода. Это единственный петербургский монумент в стиле модерн и последний, сооружённый до революции. В 1954 году под руководством В. К. Изенберга (сына автора монумента) произведена реставрация памятника, а с его тыльной стороны восстановлена мемориальная доска с перечислением личного состава миноносца.
- Между домами № 25 и № 27 расположен сквер Низами. 9 июня 2002 года в нём был открыт памятник азербайджанскому поэту Низами, а в 2011 году были выполнены работы по благоустройству сквера и реставрации памятника, и скверу было присвоено имя поэта[7].

- На противоположной стороне проспекта, между домами № 26—28 и № 32, расположился сад Андрея Петрова[8]. На обращённой к нему стене дома № 26—28 петербургским художником Кириллом Миллером создана «Стена столетий», где представлены барельефы-памятники Сальвадору Дали, Даниилу Хармсу, Дмитрию Шостаковичу и Дмитрию Лихачёву (первое изображение появилось в 2002 году). В 2008 году сад реконструирован и благоустроен[9] (при участии Наталии Ефимовны Петровой, вдовы композитора; автор архитектурной концепции А. А. Трумм), открыты фонтан и скульптурная композиция «Первая скрипка»[10]. Площадь сада составляет 0,74 га[11].
- Архитектурный ансамбль площади Льва Толстого, Дом с башнями.

- В сквере, ограниченном домами № 39 и № 41, Каменноостровским проспектом и набережной Карповки, установлен памятник изобретателю радио А. С. Попову ( 781710766970006). Памятник был открыт в марте 1959 года к 100-летию со дня рождения учёного. Высота фигуры — 4 метра (скульптор В. Я. Боголюбов, после его смерти в 1954 году завершена В. В. Исаевой), высота постамента — 3,6 метра (архитектор Н. В. Баранов)[12].

- В Аникушинском сквере, ограниченном домами № 56, 58, 60 и проспектом, 16 ноября 2000 года установлена скульптурная группа «Дружба» («Танцующие девочки», «Татушки») работы М. К. Аникушина; отсюда к Вяземскому переулку пролегает Аникушинская аллея, получившая своё название 30 ноября 1999 года (скульптор жил и работал недалеко отсюда, на Вяземском переулке и Песочной набережной)[13][14].
- Перед Малой Невкой по нечётной стороне проспекта находится Лопухинский сад.  памятник архитектуры (региональный)[15]
- За Малой Невкой по нечётной стороне проспекта находится Церковь Рождества Иоанна Предтечи на Каменном острове.

### Дома вдоль Каменноостровского проспекта

#### От Кронверкского проспекта до Австрийской площади

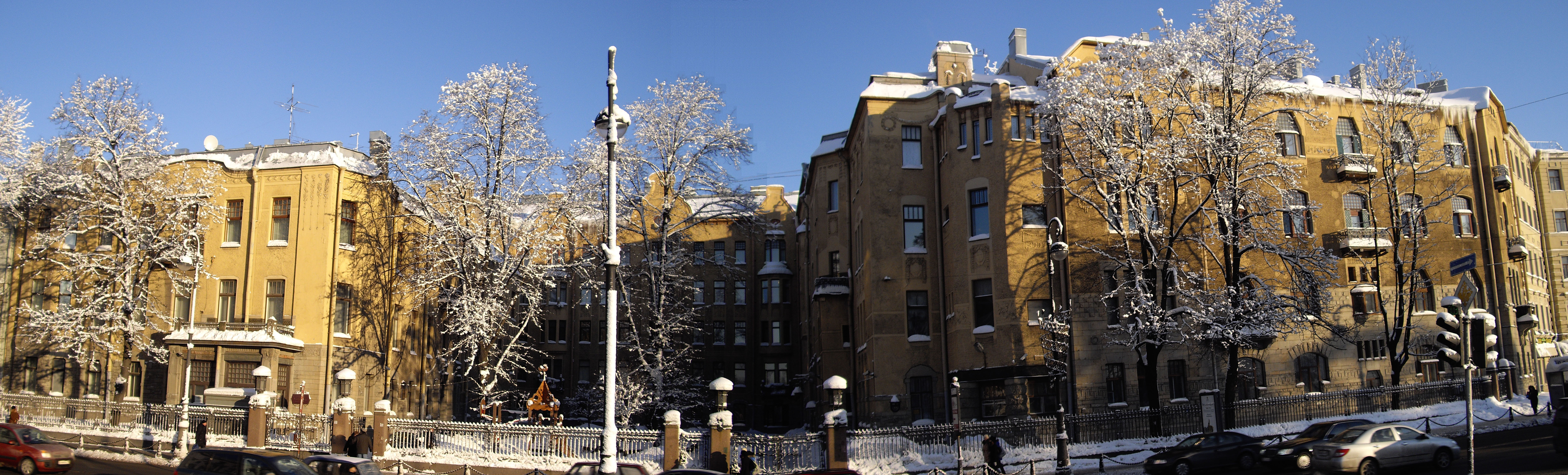
Дом 1-3 — дом Лидваль

- Каменноостровский, 1—3 / Малая Посадская, 5 ( 781710971220005) — Доходный дом Иды Амалии Лидваль, первая самостоятельная работа архитектора Ф. И. Лидваля, выполнена им по заказу матери. 1899—1904, северный модерн[16][17]. Северное крыло являлось особняком Лидвалей. Здание состоит из четырёх разноэтажных корпусов, объединённых курдонёром, отделённым от проспекта кованой решёткой на столбах красного финского гранита (возобновлена в 1995 году). Цоколь дома сложен также из плит красного гранита. В оформлении фасадов широко использованы декоративные мотивы северного модерна. В центре рельефного украшения над центральным порталом — дата окончания строительства главной части комплекса 1902. Ф. И. Лидваль жил в пятикомнатной квартире № 23 на третьем этаже этого дома. Две квартиры занимала семья генерала А. Н. Куропаткина. В 1920-е годы в доме разместились трудовая школа национальных меньшинств и два детских дома. В разное время здесь также жили художник К. С. Петров-Водкин (в 1909 году), народный артист Ю. М. Юрьев (с 1915 по 1930 год), выдающийся физикохимик академик А. Н. Теренин (с 1927 по 1933 год), композитор и музыковед В. М. Богданов-Березовский (в 1930-е годы)[18].

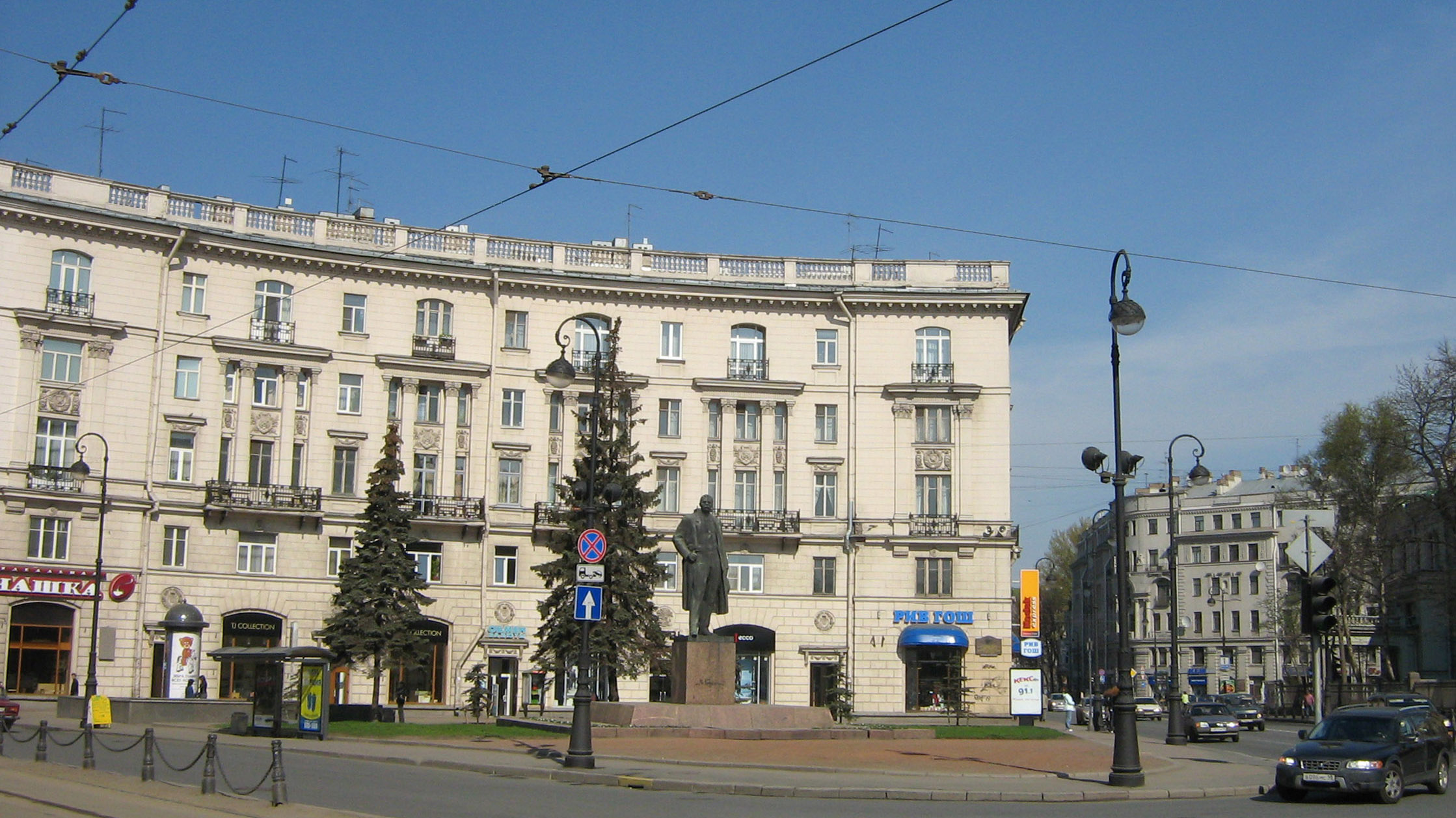
Начало Каменноостровского проспекта: слева дом 2 и памятник Максиму Горькому, справа в отдалении — дом 9

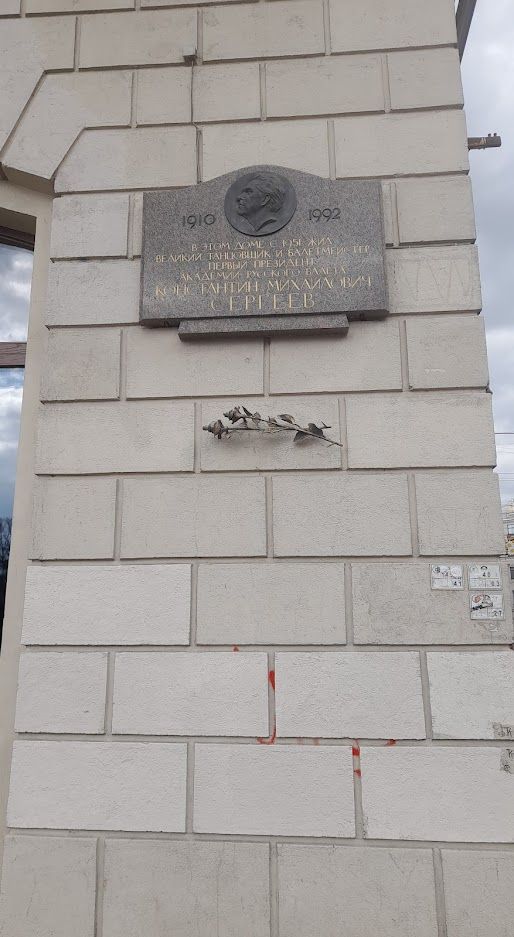
Мемориальная табличка на фасаде дома № 2

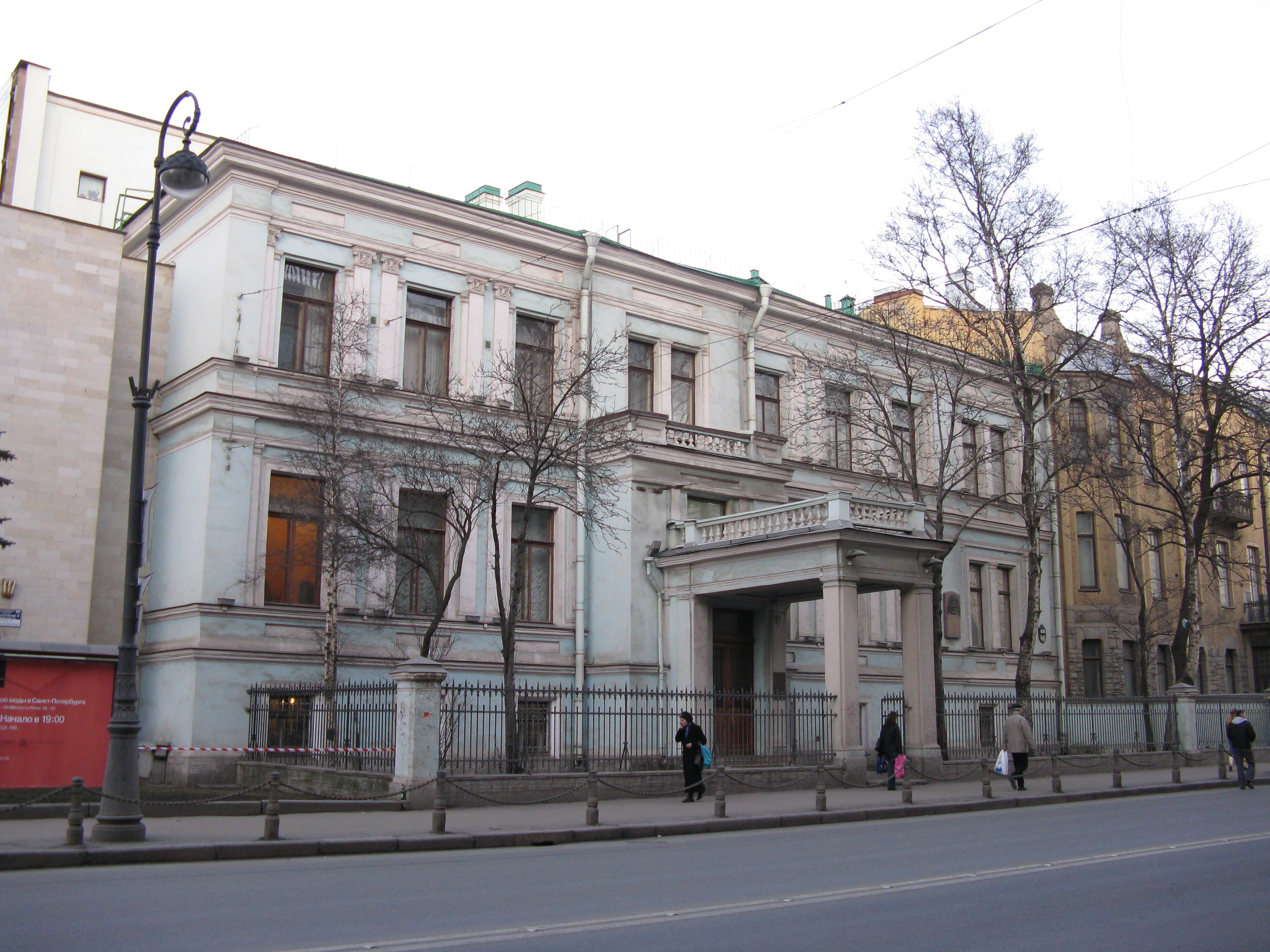
Каменноостровский проспект, дом 5 — особняк С. Ю. Витте.

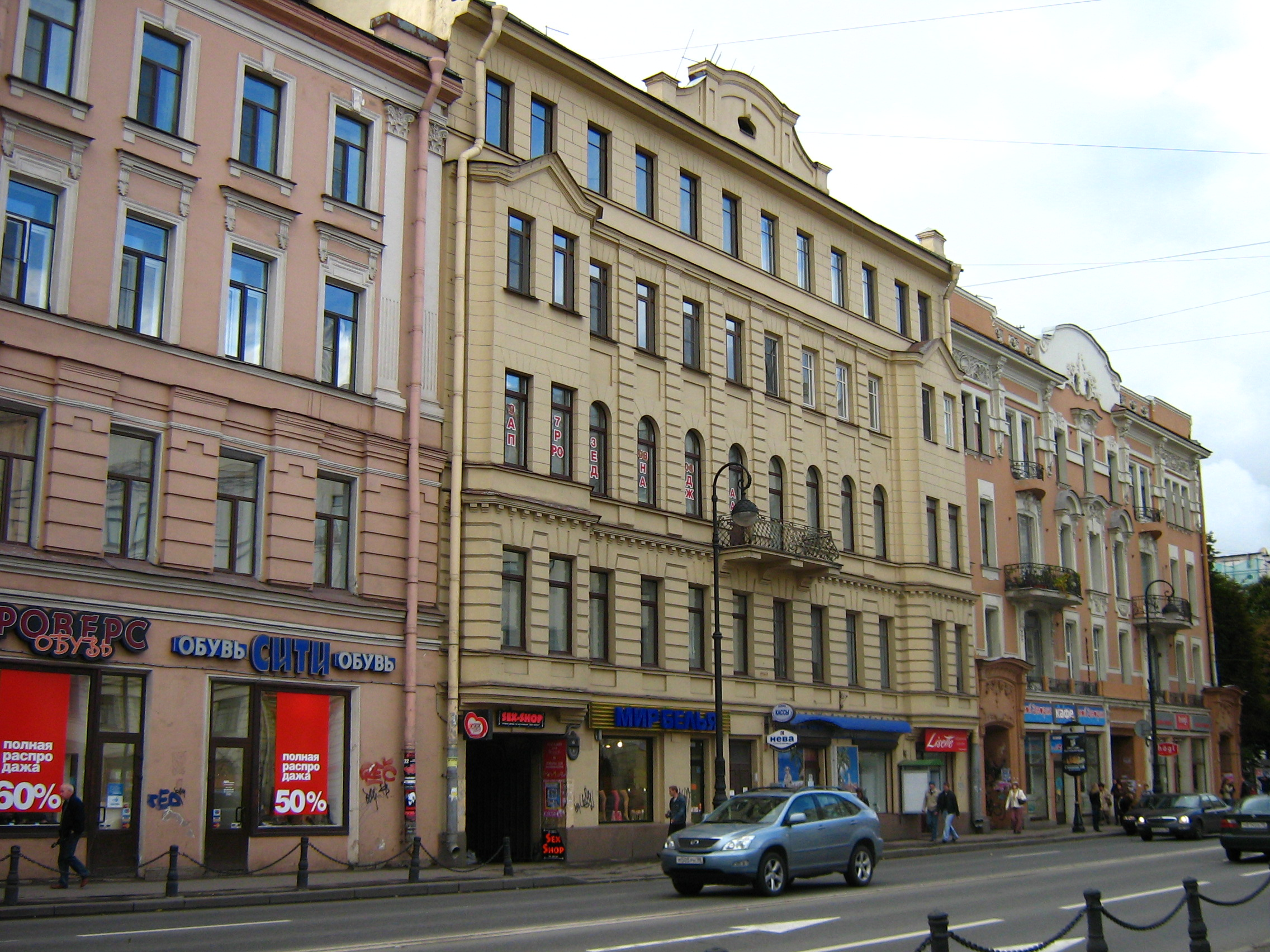
Каменноостровский проспект, дома 4, 6, 8

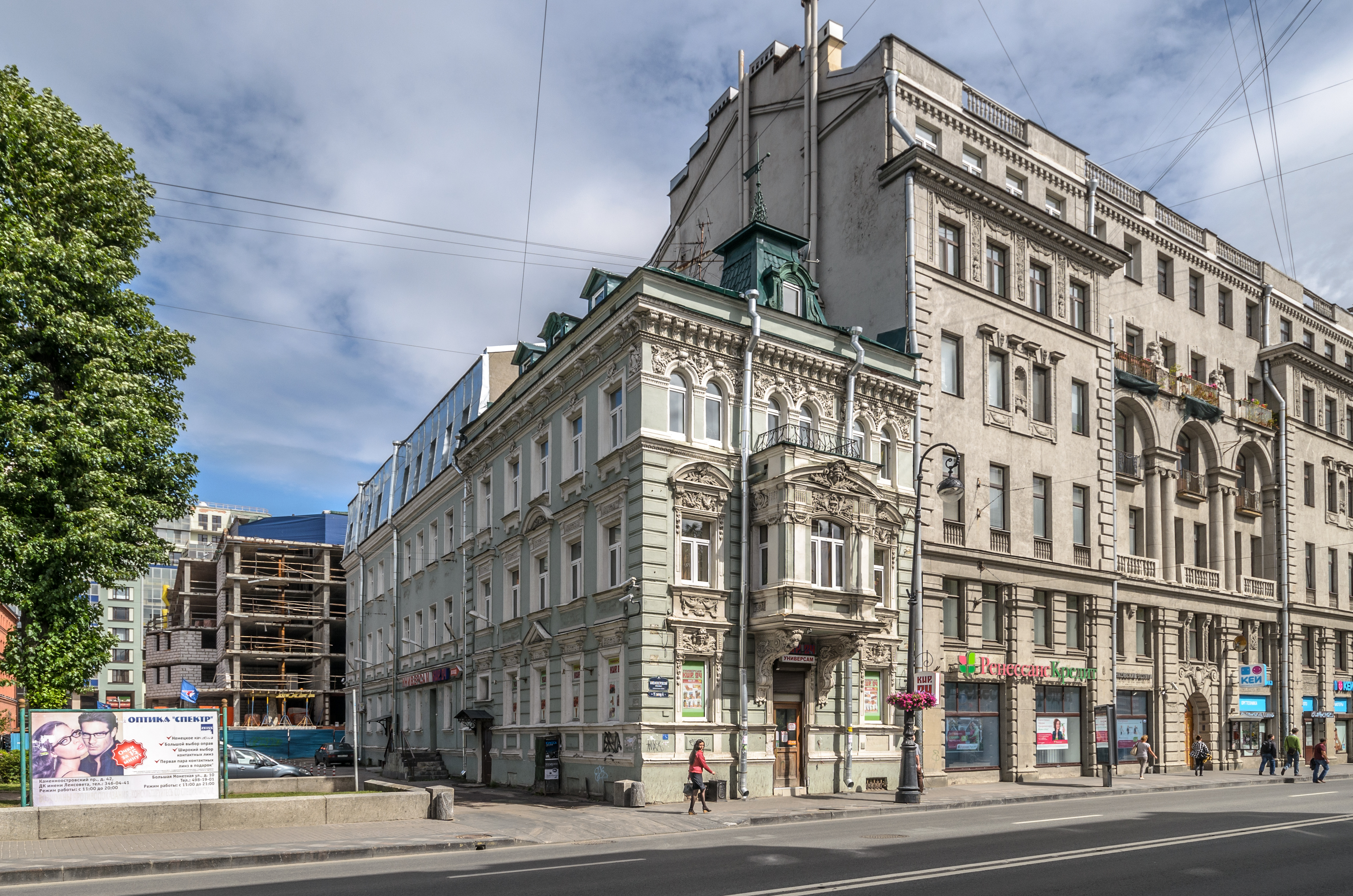
Каменноостровский проспект, 11

- Каменноостровский проспект, 2 ( 781710971110005) — 1949—1951, советский неоклассицизм, арх. О. И. Гурьев и В. М. Фромзель[19]. Здесь жили балетмейстер К. С. Сергеев, актёр П. П. Кадочников, председатель Ленгорисполкома (1976—1983) и Ленинградского обкома КПСС (1983—1985) Л. Н. Зайков, а также один из создателей этого дома О. И. Гурьев. Перед плавно изогнутым фасадом этого дома установлен памятник Максиму Горькому (1968 год, архитектор Е. А. Левинсон, скульптор В. В. Исаева и М. Р. Габе; А. М. Горький жил в соседнем доме на Кронверкском проспекте).
- Каменноостровский проспект, 4 — 1899, арх. О. Л. Игнатович. Фасад не изменился.

- Каменноостровский проспект, 5  781710971900005} — особняк С. Ю. Витте (23 июня 1999 года на доме установлена мемориальная доска). Построен в 1898 году по проекту Э. Ф. Вирриха. (Реконструирован). После революции в доме находились различные учреждения — дневной детский санаторий, Дом культуры воспитания школьников, актёрская мастерская студии «Ленфильма» (до 1939 года) и другие. С 1935 года здесь располагается детская музыкальная школа № 2[20].
- Каменноостровский проспект, 6 — 1904, поздняя эклектика, арх. В. А. Липский. Дом принадлежал купцу А. П. Жигунову, а с 1912 года — князю А. А. Куракину. В 1946—1947 годах капитально перестроен, но фасад не изменился.
- Каменноостровский проспект, 7 — на этом участке до 1903 года располагалось 7-е мужское начальное училище, а с 1904 по 1914 год — дом Э. Л. Нобеля. 4 ноября 1982 года здесь в специально построенном здании, облицованном светло-серым саремским доломитовым известняком (арх. Ж. М. Вержбицкий, И. П. Журавская, К. А. Игнатов и В. А. Мещерин), открылся торгово-выставочный комплекс, включавший фирменный магазин «Цветы Болгарии», помещение для выставок и ресторан «Флора» (сейчас в этом здании, кроме ресторана, находится цветочное предприятие «Корона» и агентство «Петербургская недвижимость»). 19 августа 2003 года на площади перед зданием торжественно открыт фонтан «Лебединое озеро», ставший подарком Франции к 300-летию Санкт-Петербурга.

- Каменноостровский проспект, 8 — 1903, архитектор В. П. Цейдлер для А. И. Эстер (Цеховой).
- Каменноостровский проспект, 9 / Малая Посадская, 2  7831325000 — 1911—1912, архитектор М. С. Лялевич, скульптор Я. А. Троупянский (для купца Д. В. Быховского). Этот дом, завершающий перспективу начала Каменноостровского проспекта, построен с чередованием ризалитов и аркад, цокольная часть обработана тосканскими пилястрами. В этом доме с 1929 по 1942 год жила К. И. Шульженко.

- Каменноостровский проспект, 11 — небольшая трёхэтажная постройка (1886, арх. А. А. Ашемур, перестроена в 1896), прилепившаяся к дому 9, — контора механического завода, существовавшего здесь в конце XIX века. На его основе впоследствии образовалось производственное объединение «Знамя труда» (Малая Монетная, 2), современный корпус которого возвышается в глубине квартала.
- Дома № 10 и 12  7831330000 — доходные дома Г. А. Александрова, 1905—1906, арх. Д. А. Крыжановский при участии П. М. Мульханова. Под руководством Мульханова было расширено и реконструировано (1898, 1912) здание театра («Ледяной дворец») в саду «Аквариум» во дворе этих домов. Здесь 4 мая 1896 года состоялся первый в России киносеанс — показ фильмов братьев Люмьер. Кроме того, в 1903-м Мульханов построил доходный дом в правой части двора дома № 12, а также здание Петербургского центрального рынка Г. А. Александрова (1903—1904; железный крытый рынок — 1908). Эти здания были перестроены в 1920-х, чтобы приспособить их под нужды киностудии: с 1924 года в помещениях театра расположился «Севзапкино», современный «Ленфильм». В честь столетия первого киносеанса в 1996 году на доме № 10 была установлена мраморная мемориальная доска (архитектор В. И. Новосадок)[21].
- Каменноостровский проспект, 14  7831331000 — РЖСКТ — дом работников искусств (1934, арх. Д. Г. Фомичев). Здесь в разное время жили Д. Д. Шостакович (с 1935 по 1937 год), К. С. Петров-Водкин (мемориальная доска), А. Б. Винер, А. Ф. Пахомов (мемориальная доска), С. А. Малахов, Б. В. Зон, А. С. Животов, В. B. Дмитриев, Л. В. Шапорина, телеведущая Н. Н. Антонова и другие.

#### Австрийская площадь
- Каменноостровский проспект, 13, 16, 20 — ансамбль жилых домов построенный в 1901—1906 годах на пересечении проспекта с Ружейной улицей (ныне улица Мира) по проекту В. В. Шауба. Яркий пример стиля модерн. 29 октября 1992 года этот перекрёсток был назван Австрийской площадью[22][23]. Дом № 16 (Австрийская пл., д. 5) — доходный дом академика живописи Эрнста Липгарта. Дом построен в 1905—1906 гг. в стиле поздней эклектики с элементами модерна. Памятник архитектуры регионального значения[24].
- Каменноостровский проспект, 18 (ул. Мира, 11) — построен в 1899—1901 годах по проекту архитектора А. И. Ковшарова. Дом является примером рядовой застройки, плотно примыкает к дому № 16[22]. До 1905 года принадлежал Э. К Липгарту[источник не указан 2018 дней].
- Дом № 15 — 1952 год, архитекторы О. И. Гурьев и А. П. Щербёнок[25]. Здание не повторяет постройки В. В. Шауба, но удачно сочетается с ними по пропорциям и форме. В одной из них в 1953—1988 годах жил певец, народный артист СССР К. Н. (К. А.) Лаптев (в его память в 1997 году на доме установлена мемориальная доска, архитектор В. Б. Бухаев). В здании расположено почтовое отделение 197101, институт «Гипрометиз» и Почётное консульство Республики Индонезия, в крыле дома вдоль улицы Мира — жилые квартиры[26].

#### От Австрийской площади до Большой Монетной улицы

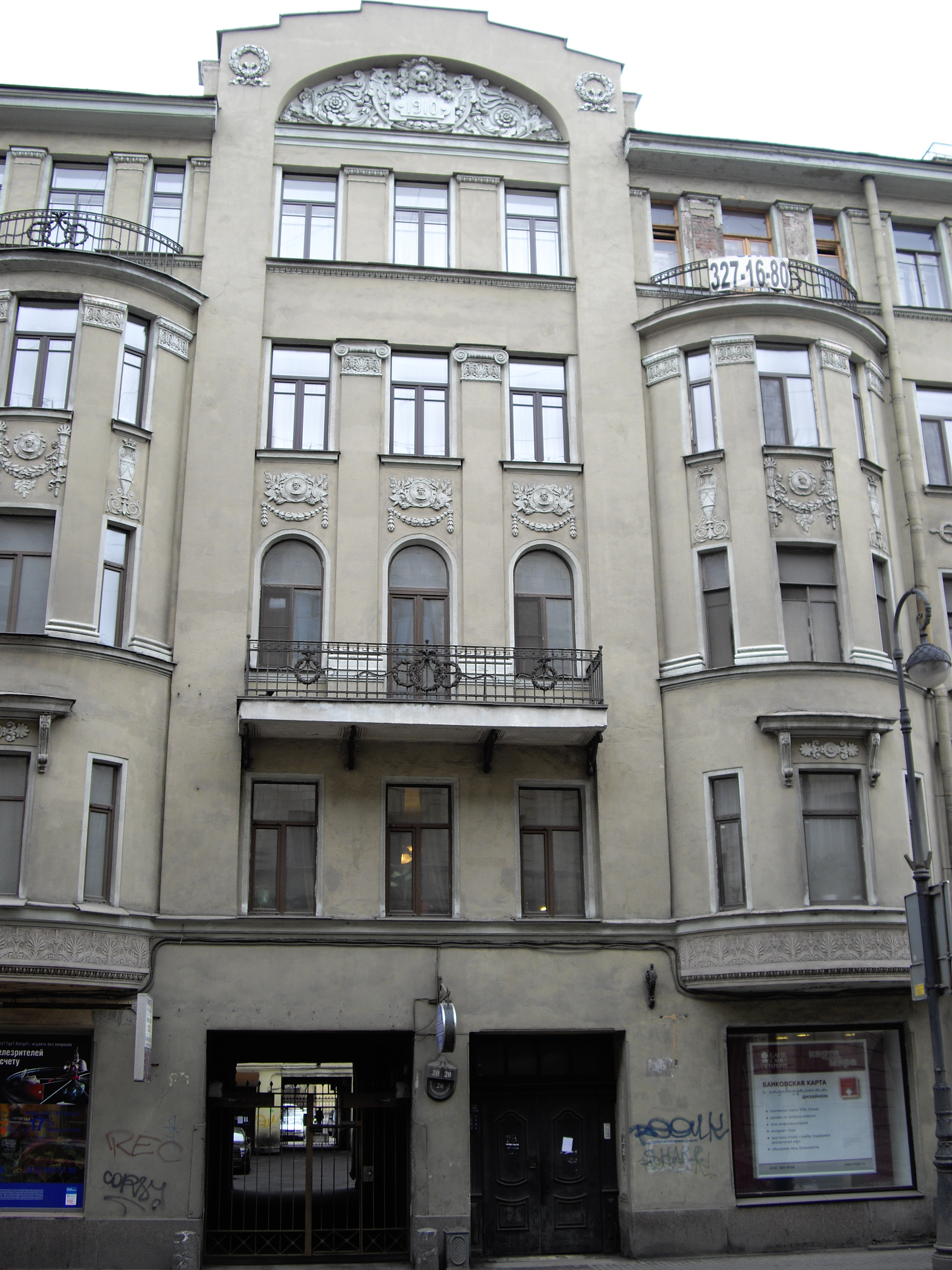
Каменноостровский пр., дом 20 (правая часть)

- Дом № 17 — 1956 год, арх. О. И. Гурьев и В. М. Фромзель[19]. Во время строительства проект был изменён по указанию главного архитектора города В. А. Каменского в рамках кампании по борьбе с «архитектурными излишествами»: планировавшиеся пилоны на 3—5 этажах уплощены. С 1956 по 1987 год здесь жил Аркадий Райкин, на доме установлена мемориальная доска с барельефом. По состоянию на 2024 год в одном из близлежащих дворов сохранился гараж А. Райкина[27].

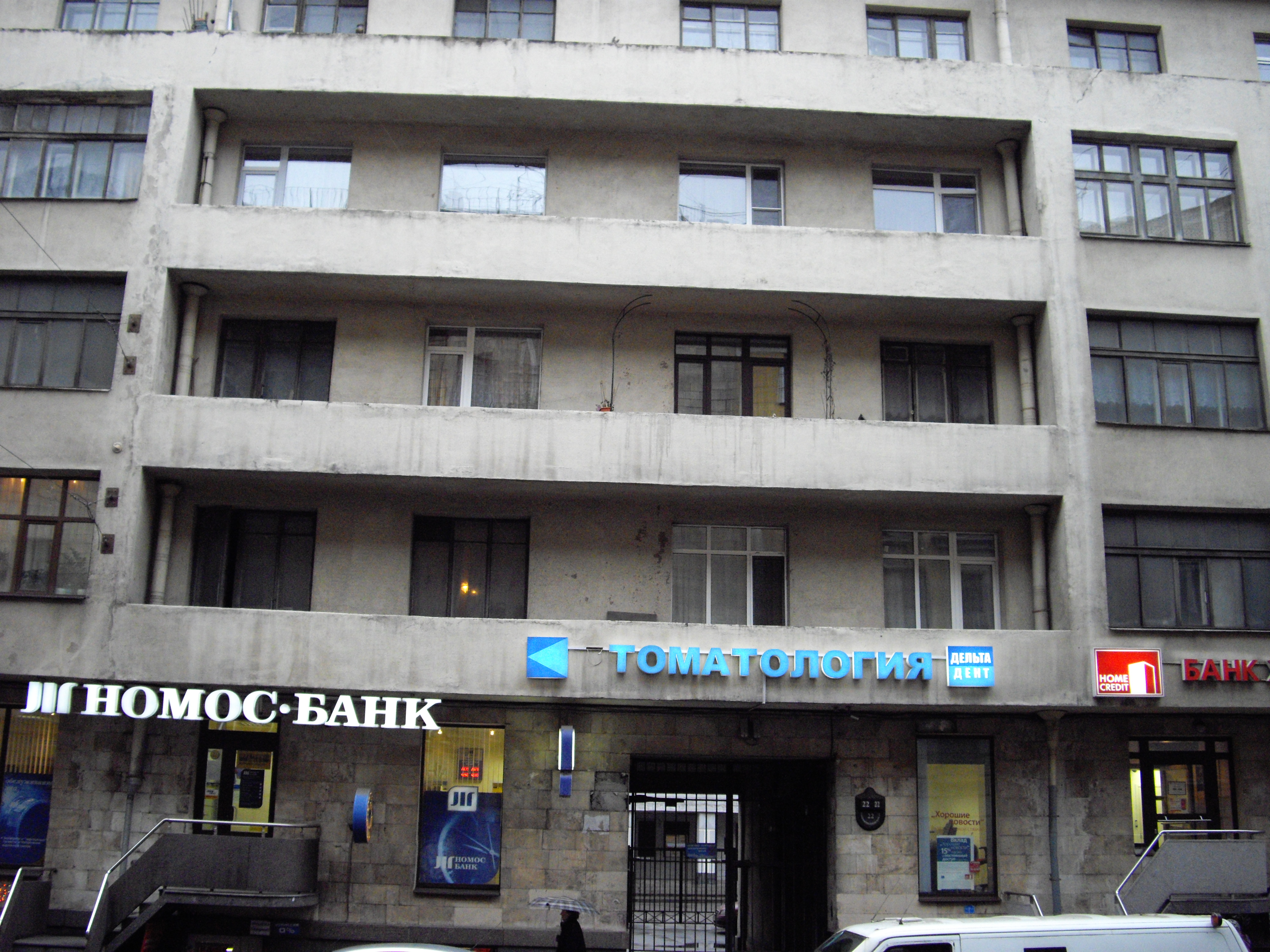
Дом 22 (левая часть).

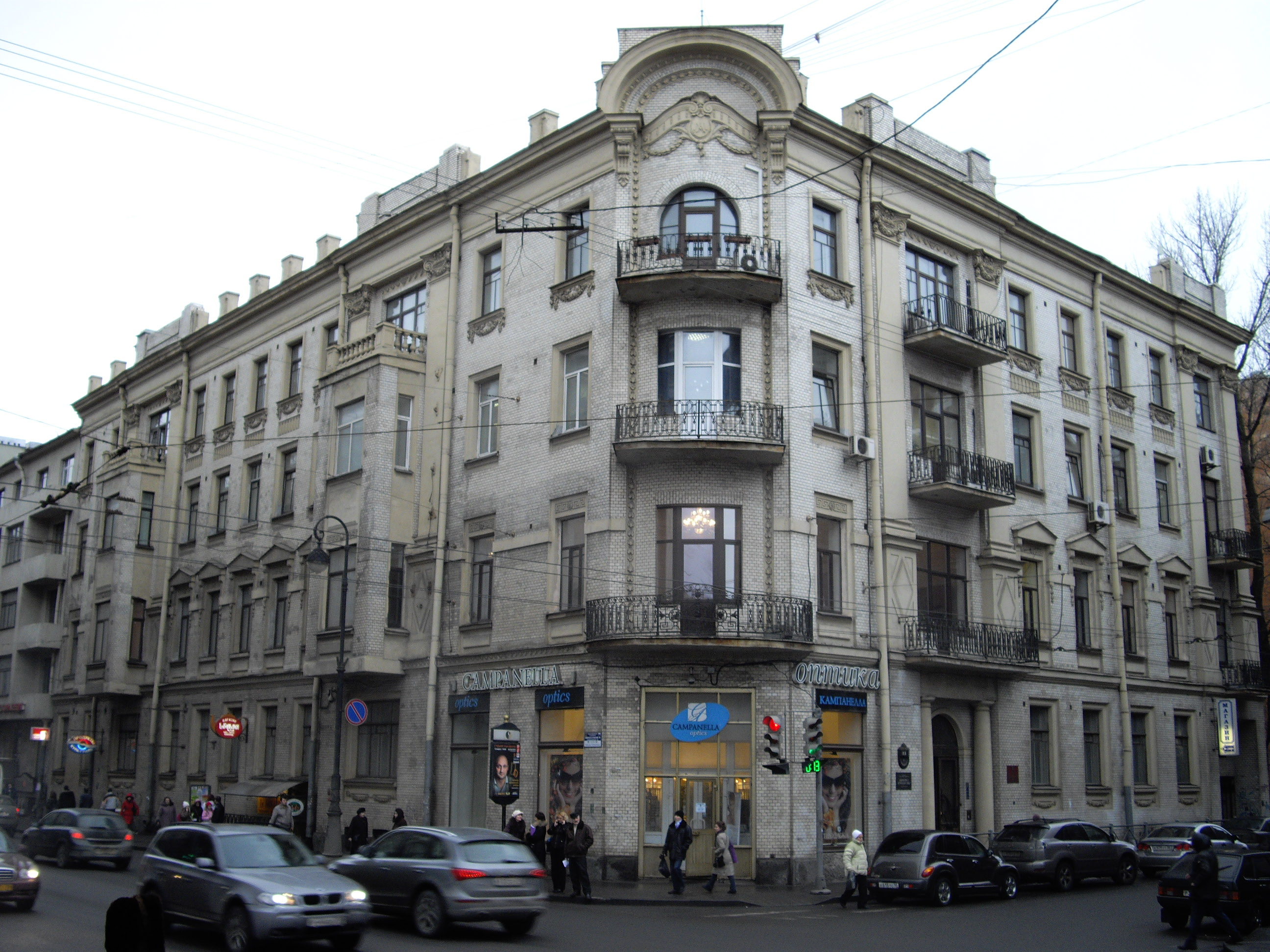
Каменноостровский, 22 / Большая Монетная, 11

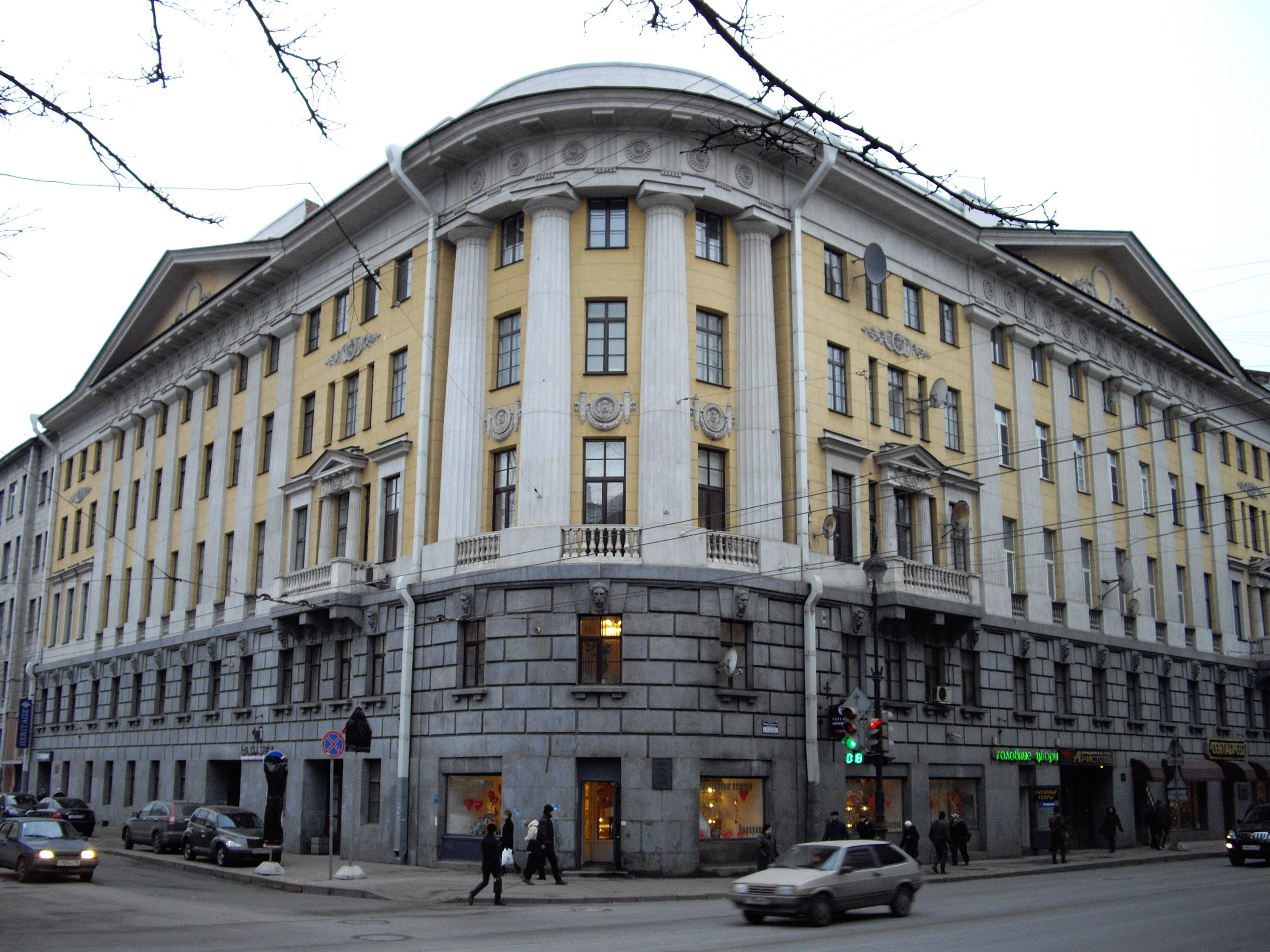
Каменноостровский, 19 / Большая Монетная, 13

- Каменноостровский проспект, 19 / Большая Монетная, 13  781711206160005 — Дом М. В. Воейковой, 1911—1912 года, арх. С. И. Минаш, памятник архитектуры неоклассицизма. Монументальное здание с рустованным цоколем, пилястровыми портиками на фасадах и полуколоннами на скруглённом углу. Здесь жили невропатолог В. М. Бехтерев (в 1914), актриса Е. А. Уварова (в 1920-е годы), драматург и художественный руководитель «Ленфильма» А. И. Пиотровский (в кв. 22, в 1923—1935 годах), психолог и социолог И. С. Кон (родился в кв. 22 в 1928 году и жил в ней до 1941 года), математик В. И. Смирнов (в кв. 25, в 1927—1935 годах), художник М. А. Гордон (в кв. 39, до 1998 года).
- Дом № 20 (правая часть, выходящая фасадом на проспект, не путать с № 20/10) построен в 1909—1910 годах в стиле неоклассицизма по проекту военного инженера Н. Ф. Селихова. Здесь в 1912 году жил актёр, писатель и художник Михаил Чехов (младший брат А. П. Чехова), а перед революцией жил известный правовед и философ Л. И. Петражицкий.
- Дом № 22 (левая часть, не путать с № 22/11) — 1932 год, конструктивизм. Отделка фасада на высоту первого этажа — 1979 год.
- Дом № 22 / Большая Монетная ул., 11 — 1910—1912 года, арх. А. С. Хренов для генерала от кавалерии Андрея Дмитриевича Мартынова. Перед революцией в доме (которым с 1916 года владела вдова генерала Мартынова Ариадна Константиновна) работали кинопрокатная компания «Адлер-фильм» и лазарет А. В. Кожевинаса.

#### От Большой Монетной улицы до площади Льва Толстого

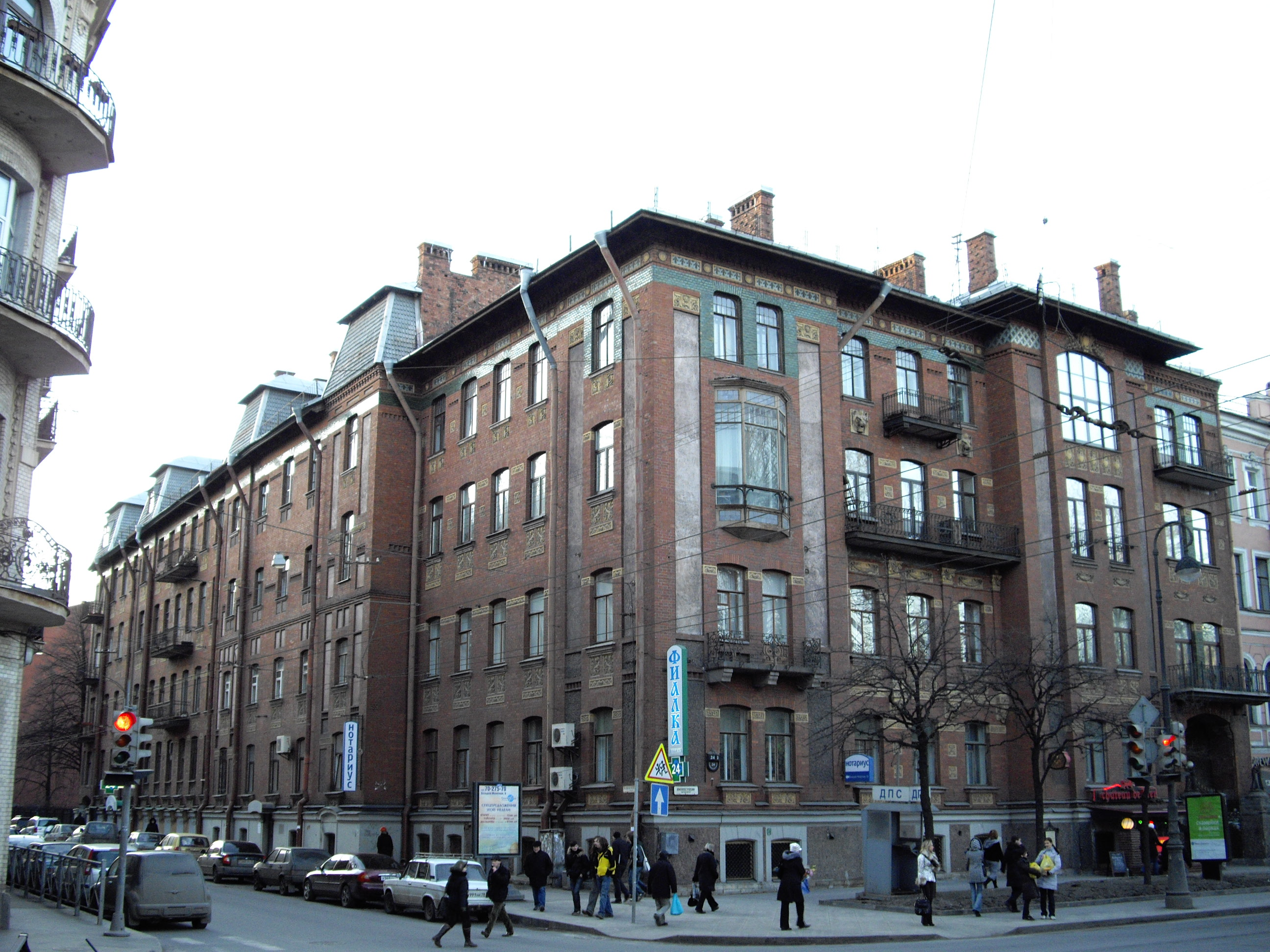
Каменноостровский проспект у пересечения с Большой Монетной улицей. Дом Кавоса.

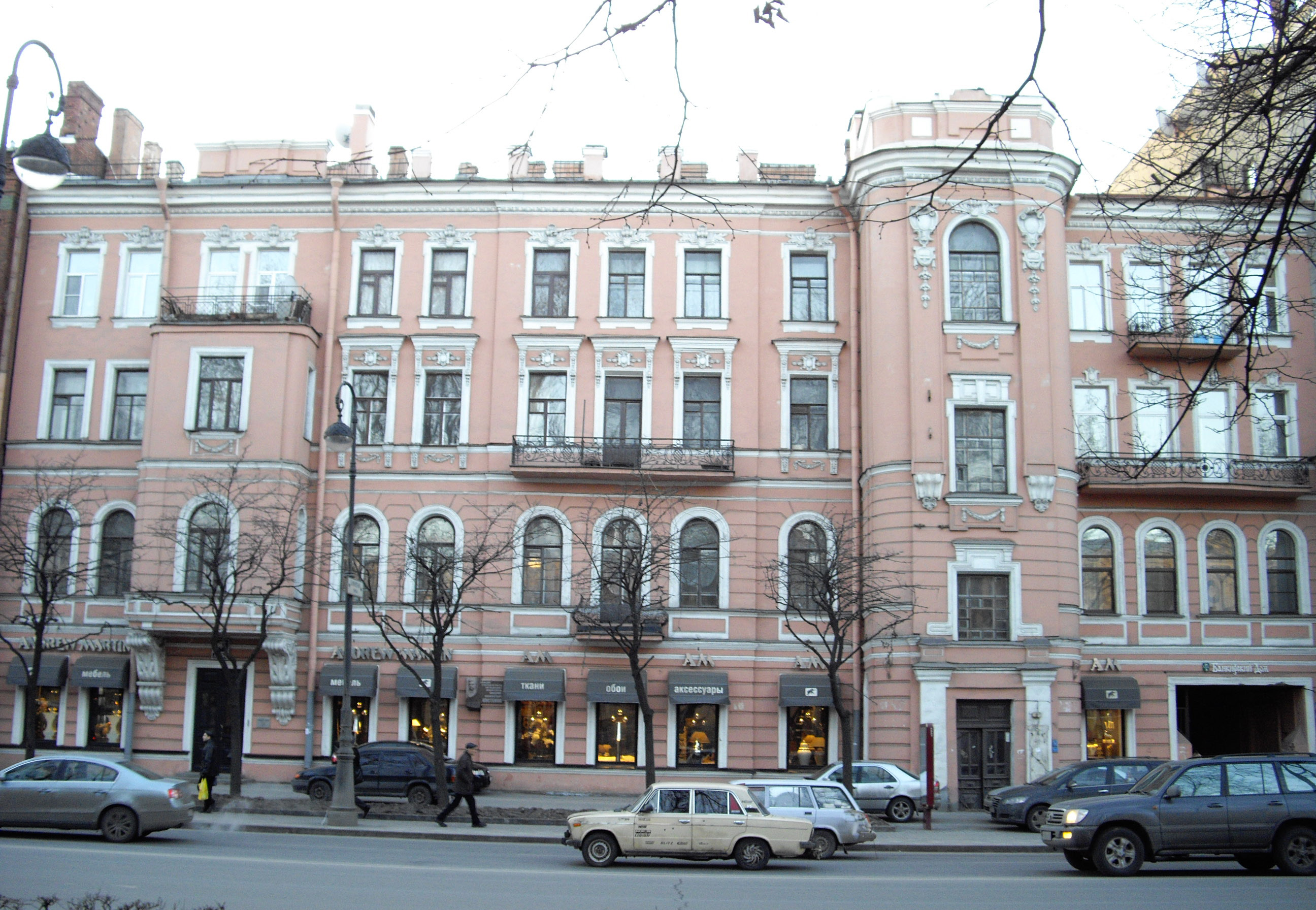
Каменноостровский проспект, дом 24а.

- Каменноостровский, 21 — Александровский лицей  781610410760016 (1831—1834, поздний классицизм, арх. Л. И. Шарлемань). В 1844 году здесь учился писатель Михаил Салтыков-Щедрин.

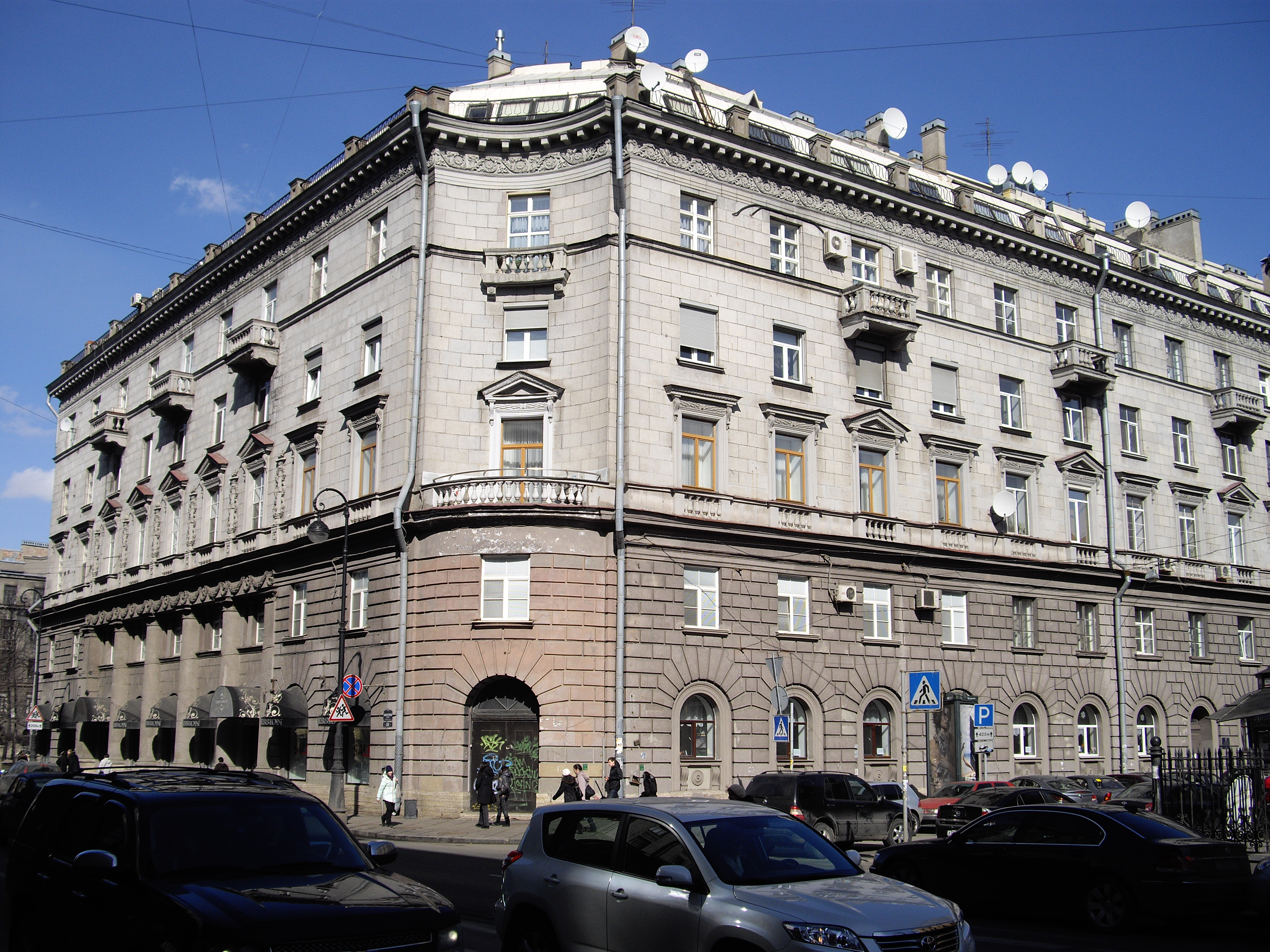
Каменноостровский проспект, дом 25.

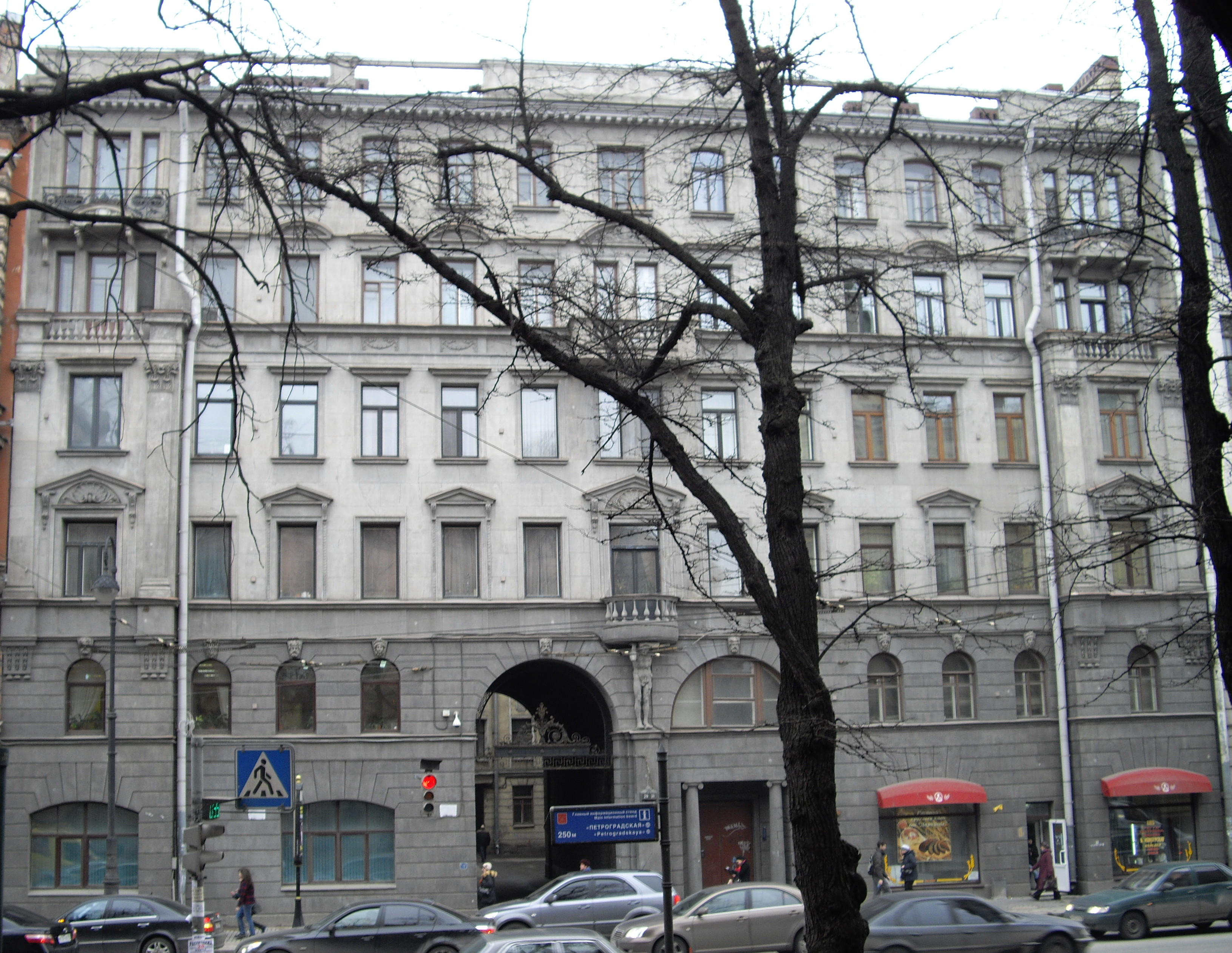
Каменноостровский, 29

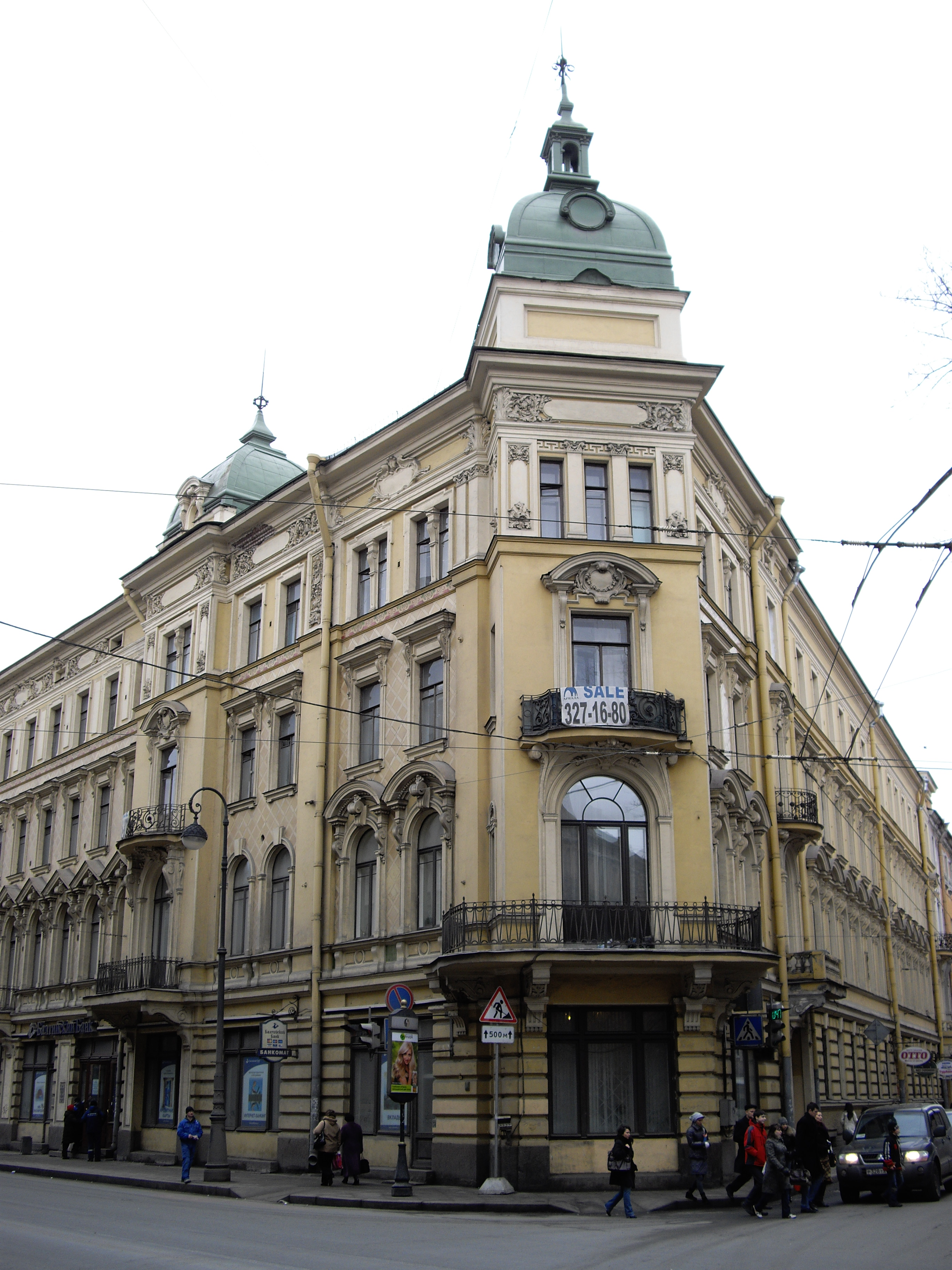
Каменноостровский пр., 32

- Каменноостровский проспект, 24: Левая часть / Большая Монетная улица, д. № 10 (по одним данным[28], д. № 24, по другим[29] — без номера по Каменноостровскому пр.) (фото) — особняк, построенный в 1896—1897 годах по проекту Л. Н. Бенуа для его двоюродного брата Е. Ц. Кавоса. Первоначально был двухэтажным. Надстроен до 4 этажей и расширен, превратившись в доходный дом, в 1907—1908 и 1912 годах учеником Л. Н. Бенуа архитектором В. М. Андросовым. Правая часть (или д. № 24а[28]) построена в 1901 году для барона М. П. Вольфа по проекту гражданского инженера Владимира Александровича Владычанского (при этом включён дом, построенный в 1897 году для владельца ресторанов Андре-Луи Кюба по проекту техника А. Ткаченко), надстроен и расширен в 1910—1911 годах для графини Марии Эдуардовны Клейнмихель по проекту И. А. Претро. В 1908—1918 годах здесь находилась гимназия жившего здесь же детского врача, физиолога-экспериментатора и педагога, ученика И. П. Павлова, доктора Н. П. Шеповальникова, в которой учился В. Б. Шкловский[30]. C 1913 по 1917 год здесь находилась модная мастерская «Юлия Лоувар и Ко», которой владел Казимир Пилсудский (брат Ю. Пилсудского)[31]. В этом доме с лета 1916 по конец 1917 года в квартире своих родителей (№ 35) жил поэт О. Э. Мандельштам. В 1947—1950 годах в квартире № 73 жил хирург И. И. Джанелидзе. В кв. № 74 жили режиссёры В. А. Фетин (с 1970 по 1981) и И. А. Авербах (умер здесь в 1986 году). С 1947 по 1956 год в доме № 24 жил судостроитель В. П. Костенко[32], в честь которого на фасаде (справа) 10 ноября 2006 года была открыта мемориальная доска (арх. Владимир Иванович Новосадник, комбинат «Скульптура»)[33].
- Каменноостровский проспект, 26—28 — Дом Бенуа, 1911—1912, неоклассицизм (арх. Л. Н. Бенуа, Ю. Ю. Бенуа и А. Н. Бенуа при участии А. И. Гунста). Дом занимает значительную часть крупного квартала и выходит также на Кронверкскую (дом № 29) и Большую Пушкарскую (дом № 37) улицы. В 1926—1934 годах одной из квартир этого дома жил C. М. Киров. Сейчас там работает мемориальный музей-квартира Кирова.

- Каменноостровский проспект, 25 — 1952, советский неоклассицизм, архитектор О. И. Гурьев, В. М. Фромзель, К. А. Гербер[19]. Здание построено на средства Министерства высшего образования для преподавателей вузов города. До революции этот участок принадлежал потомственному почётному гражданину, купцу 2 гильдии, придворному поставщику цветов Герману Фридриху Эйлерсу, тестю Ф. И. Лидваля. С 1881 года здесь располагались его цветочные гряды, оранжереи и жилые строения. В апреле 1918 года в тогдашнем доме № 25 открылся районный «Народный дом им. Карла Либкнехта» (впоследствии «Народные дома» переименовали в «Дома просвещения»); на открытии с большой речью выступил Луначарский. Позже дом был снесён, и на его месте находился стадион. В 1930-е годы на этом стадионе проводились занятия семинара инструкторов фигурного катания, которые возглавлял Н. А. Панин-Коломенкин. В существующем здании жил ряд выдающихся учёных и преподавателей, среди которых В. И. Смирнов (жил в кв. 44 с 1952 по 1974 год), С. Э. Фриш (жил в кв. 26 с 1953 по 1977 год), А. Л. Тахтаджян (жил в кв. 62 по 2009 год) и другие.
- Каменноостровский проспект, 27А — Дом Е. Ф. Лазаревой, построен в 1910—1912 годах по проекту архитекторара Николая Алексеева. С 1913 года здание принадлежало Елизавете Феликсовне Лазаревой, урождённой графине Сумароковой-Эльстен, супруге сенатора Петра Михайловича Лазарева, сына одного из первооткрывателей Антарктиды Михаила Петровича Лазарева. В 1916—1917 годах дом принадлежал Вильгельму Вейдле. В разное время среди жильцов дома были Лидия Барятинская, Соломон Крым, Григорий Козинцев[34].
- Каменноостровский проспект, 27Г — Театр имени Которого Нельзя Называть[35].

- Каменноостровский проспект, 29 — построен для купца А. П. Жигунова в 1912—1914 по проекту И. И. Долгинова, затем до 1917 года принадлежал врачу И. С. Лурье. С 1920 по 1961 год в кв. 23 этого дома жил заслуженный деятель науки, академик АМН СССР, создатель отечественной школы педиатров М. С. Маслов. В годы Блокады Ленинграда была расположена булочная, работавшая в течение всей блокады; установлена мемориальная доска[36].

- Каменноостровский проспект, 32 / Большая Пушкарская улица, 47 — дом Э. Г. Шведерского памятник архитектуры (вновь выявленный объект)[37], 1898—1900, арх. В. П. Цейдлер[38]. В 1910-х в кв.19 собирался кружок поэтов под названием «Вечера Случевского» (ведший начало от «поэтических пятниц» К. К. Случевского), членами которого были, в частности, Ахматова, Блок, Бунин, Гумилёв, Вячеслав Иванов, Щепкина-Куперник. Со стороны сквера Андрея Петрова с 1999 года работает «Музей фонографов и граммофонов Дерябкина».

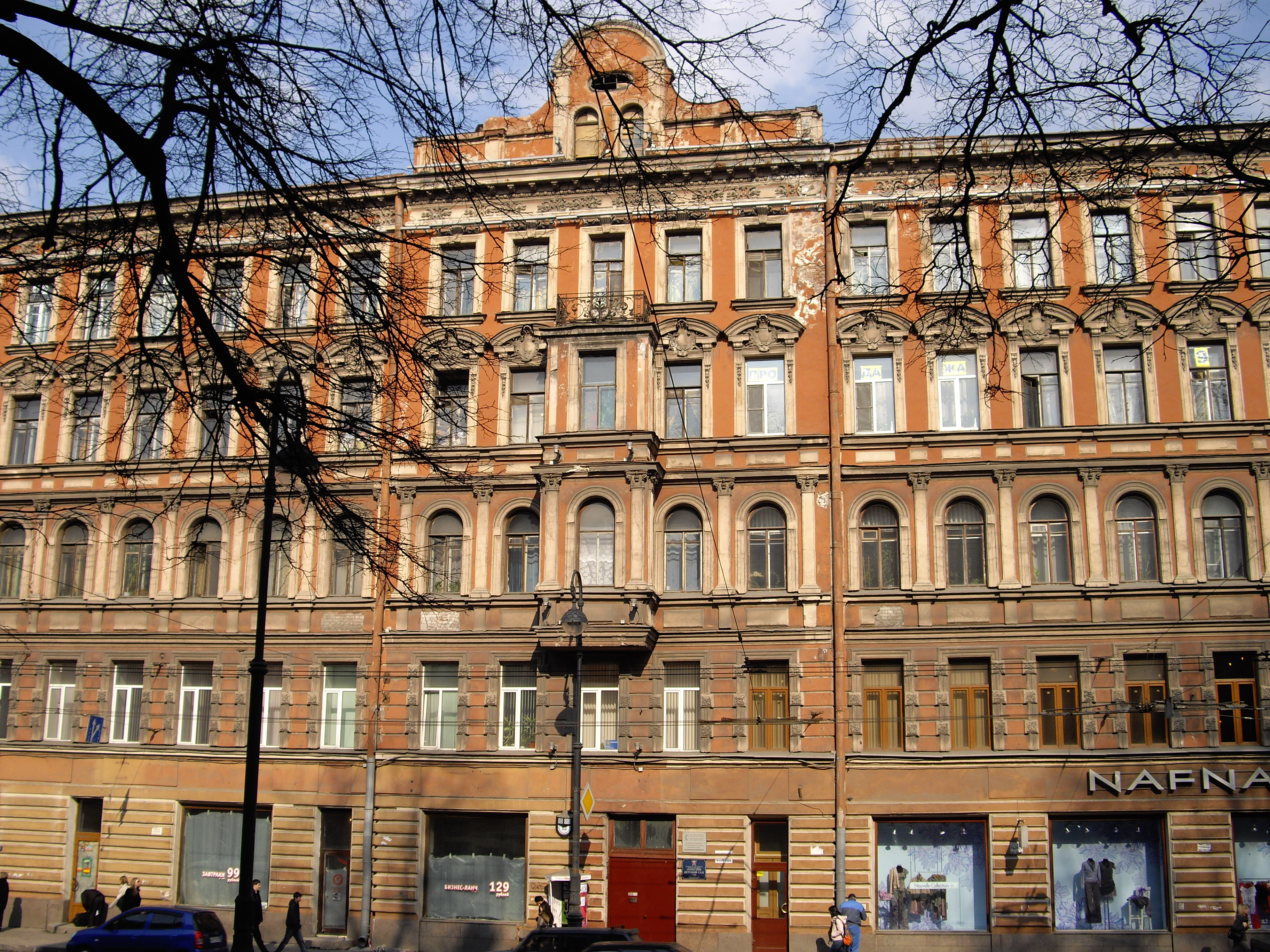
Каменноостровский пр., 31—33

- Каменноостровский, проспект, 31—33 / улица Льва Толстого, 1—3 — доходный дом В. М. Корзинина, 1903—1904 год, арх. П. М. Мульханов. Угловые башенки-эркеры, выходящие на площадь Льва Толстого, первоначально были увенчаны луковками (утрачены в результате пожара в 1980-е годы).
- Каменноостровский, проспект, 35 / Большой проспект, 75 / ул. Льва Толстого  781610411090006 — доходный дом К. И. Розенштейна, так называемый Дом с башнями, ставший архитектурной доминантой площади Льва Толстого. Строительство было начато самим К. И. Розенштейном в 1913 году и завершено А. Е. Белогрудом в 1915 году. Включён существовавший дом[39].
- Каменноостровский проспект, 36 / Большой проспект Петроградской стороны, 73 — бывший Женский благотворительный институт принцессы Терезии Ольденбургской, ныне Дворец детского творчества Петроградского района. Корпуса, выходящие на Каменноостровский проспект, перестроены в 1895—1896 годах по проекту В. В. Шауба. Подробнее об институте см. в статье Большой проспект Петроградской стороны.

#### От площади Льва Толстого до Карповки
- Каменноостровский, проспект, 37 — Дом мод (1968, арх. А. К. Андреев, Е. А. Левинсон, Я. Е. Москаленко и В. И. Акатов) и станция метро Петроградская.

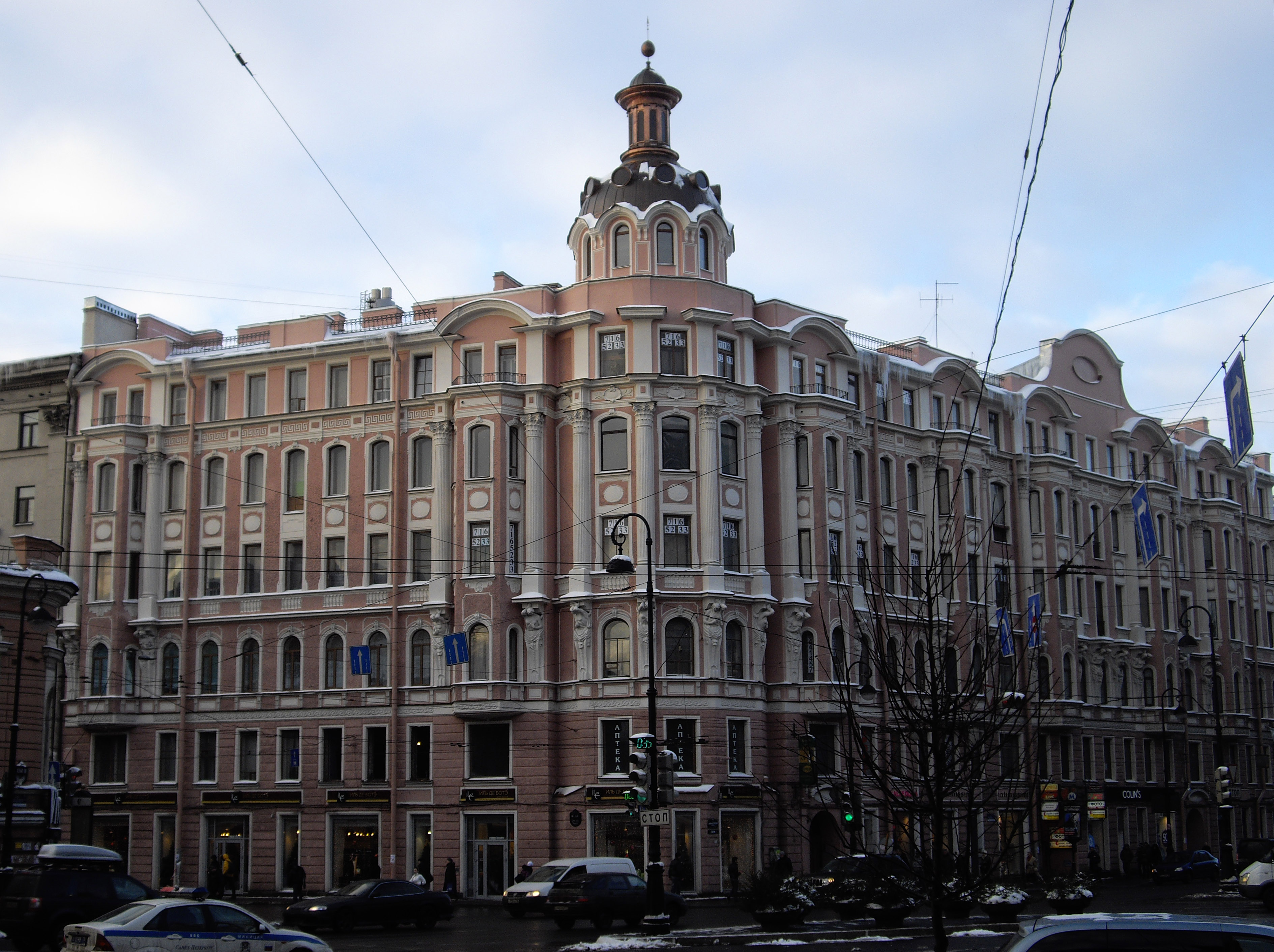
Каменноостровский проспект, 38 / Большой проспект, 96

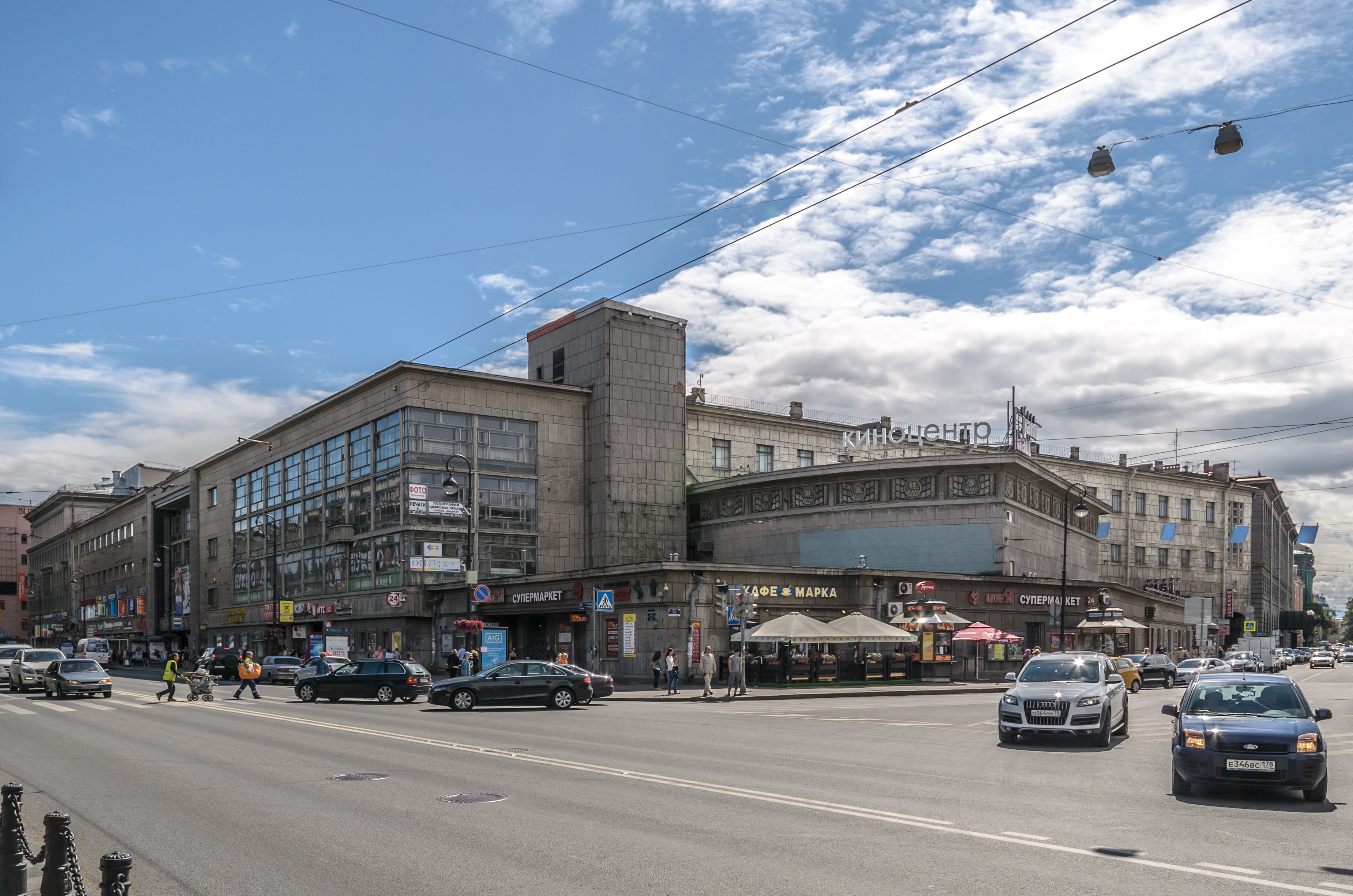
Здание Дворца культуры им. Ленсовета (Каменноостровский проспект, дом 42).

- Каменноостровский проспект, 38 / Большой проспект Петроградской стороны, 96 — доходный дом В. Г. и О. М. Чубаковых, построенный в 1910—1911 годах архитектором В. И. Ван-дер-Гюхтом. Угловой дом с небольшой башенкой — одна из важных составляющих ансамбля площади Льва Толстого. Фасад отреставрирован в 2009—2010 гг. Купол этого здания, эффектно замыкавший перспективу улицы Льва Толстого, сгорел в 2001 году[40], восстановлен в ноябре 2010 года. В этом доме жили С. С. Кричинский (в 1913—1915 годах), Г. В. Иванов (в конце 1920 года).
- Каменноостровский проспект, 39 — доходный дом Ф. Ф. Нидермейера, построен в 1914—1916, архитектор А. П. Вайтенс. В 1914-м был разработан проект достройки двухэтажной части здания под руководством арх-в Г. А. и П. А. Вайтенсов. В 1920-е годы в этом доме жил Я. М. Гаккель. Строительство по проекту Вайтенсов было завершён только в 1951-м[41].

Между домами № 39 и № 41 расположен сквер с памятником А. С. Попову. До 1930-х годов на этом месте находились деревянный дом № 41а с садом, в конце XIX века принадлежавший купцу Д. А. Полякову, и каменный двухэтажный дом № 41б с палисадником, построенный по проекту архитектора А. К. Павловского, где с 1871 года располагался приют на 40 детей, а с 1892 года до революции — Михайловское учебно-воспитательное заведение для детей артиллерийских офицеров и при нём церковь Святого архистратига Михаила со звонницей (устроена в центральной части здания по проекту В. А. Лучинского в 1893 году). Слева к дому № 41б в 1897 году по проекту А. И. Носалевича был пристроен трёхэтажный выступающий вперёд флигель для лазарета. В 1920-е — 1930-е годы здание использовалось под клуб, затем детский дом, а затем было снесено.
- Дом 41 построен в 1970 году (арх. Е. А. Левинсон, Т. В. Болдырева, В. А. Матвеев) на месте несохранившейся правой части дома № 43, построенной в 1898—1899 годах по проекту А. И. Носалевича. В первом этаже существующего здания до перестройки размещалось весьма популярное в 1970-е годы кафе «Рим».

- Каменноостровский проспект, 42 — Дворец культуры имени Ленсовета, построенный в 1931—1938 годах по проекту Е. А. Левинсона и В. О. Мунца. Ранее (с 1910 года до революции) на этом участке находился «Спортинг-палас» братьев-мукомолов Башкировых — Александра и Николая (арх. А. Е. Белогруд и С. Г. Гингер при участии А. Ф. Сысоева)[43].

Между домами № 42 и № 42б расположена площадь Шевченко, сформировавшаяся в 1930-е годы при продлении Левашовского проспекта, большую часть которой занимает сквер. В 2000 году в этом сквере был торжественно открыт бронзовый памятник Т. Г. Шевченко, подаренный Санкт-Петербургу канадским скульптором украинского происхождения Лео Молом. Название площади Шевченко присвоено в 2001 году.
- Дом 42б построен в 1952 году по проекту архитекторов В. Ф. Белова и А. А. Лейман в стиле советского неоклассицизма («сталинская архитектура») на месте двухэтажного особняка, до революции принадлежавшего А. А. и И. А. Шляковым, в котором в 1920-е годы размещался 14-й дошкольный детский дом. Существующее здание выходит главным фасадом на площадь Шевченко, со стороны которой расположено почтовое отделение № 22. Дополнительное здание Гимназии № 56.
- Дом 43 — доходный дом Н. М. Гвоздева и А. М. Бардиной, неоклассицизм, арх. Д. А. Крыжановский, 1903 год. Фасад привлекает эркерами, рустовкой первого этажа и балкончиками с ажурными решётками с растительным рисунком. В мотивах декора использованы элементы северной флоры. Окна средних этажей украшены небольшими карнизами. Противоположным фасадом дом обращён к Карповке.

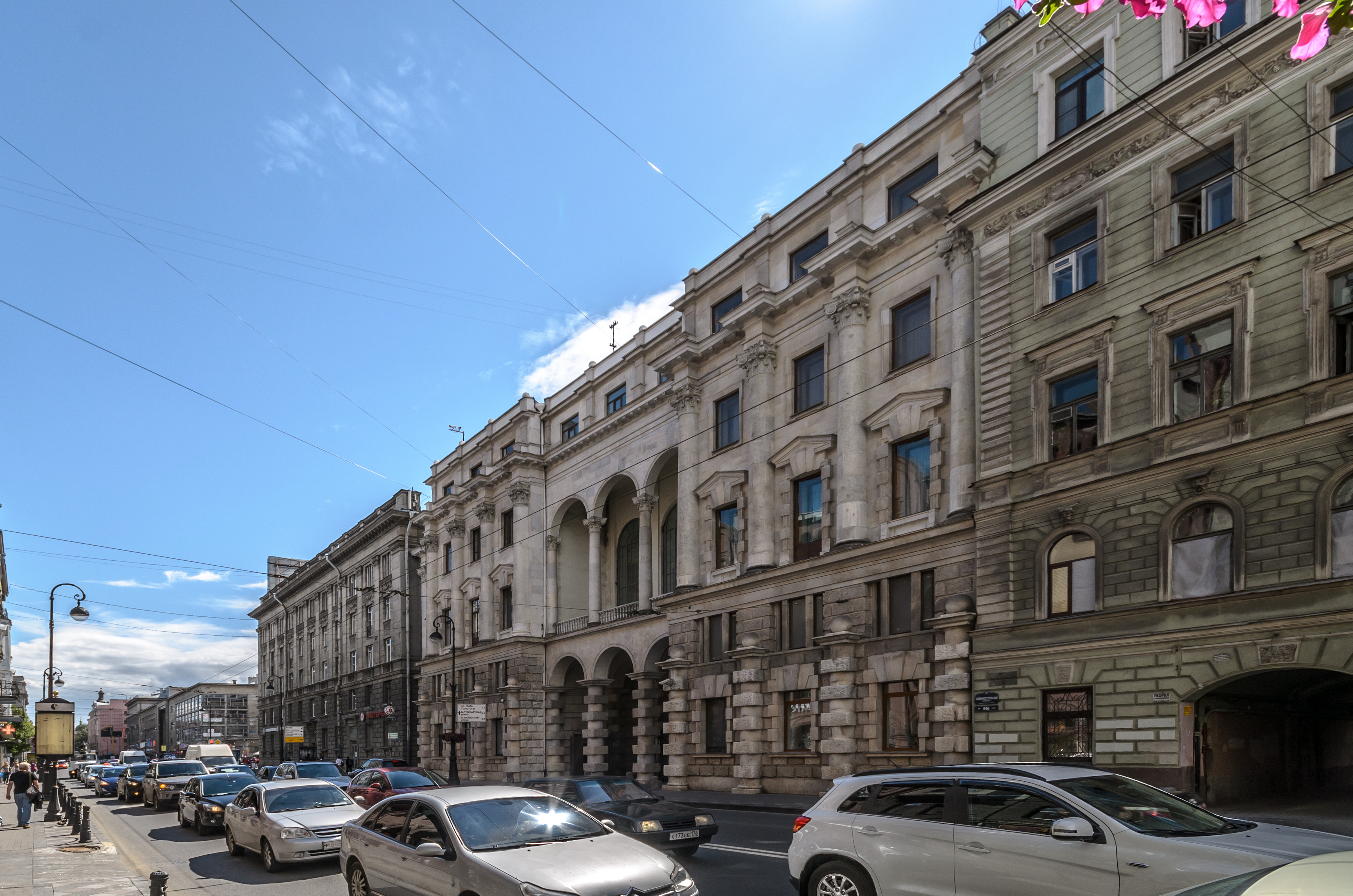
Дом эмира Бухарского

- Дом 44б известен как Дом эмира Бухарского.  781721304750005 Построен в 1913 году по проекту С. С. Кричинского для эмира Бухары Сеид-Мир-Алим-хана. Состоит из фасадного корпуса, двух дворовых и связывающих их боковых флигелей. Фасад облицован естественным камнем. Со стороны проспекта облицован желтовато-белым шишимским мрамором, добывавшимся под Златоустом. До середины марта 1917 в этом доме размещался 1-й пулемётный запасной полк Петроградского гарнизона, активно участвовавший в Февральской революции. С. С. Кричинский жил в кв. 4 этого дома в 1917—1923.
- Дом 44в (1897 год) и дом 44/16 (выходящий также на наб. р. Карповки, 1893 год) — дома К. П. Зиновьевой, имеющие общий фасад, построенные по проекту арх. А. К. Горбунова. В доме 44в находилось управление генерал-инспектора военно-учебных заведений, которым был великий князь Константин Константинович. В доме 44/16 в 1897—1908 годах жил Ф. Ф. Мельцер, владелец известной мебельной фабрики, расположенной на другом берегу Карповки по диагонали через Силин мост (Каменноостровский проспект, дом 49). Здесь же в 1899—1900 годах жил архитектор Г. И. Люцедарский.

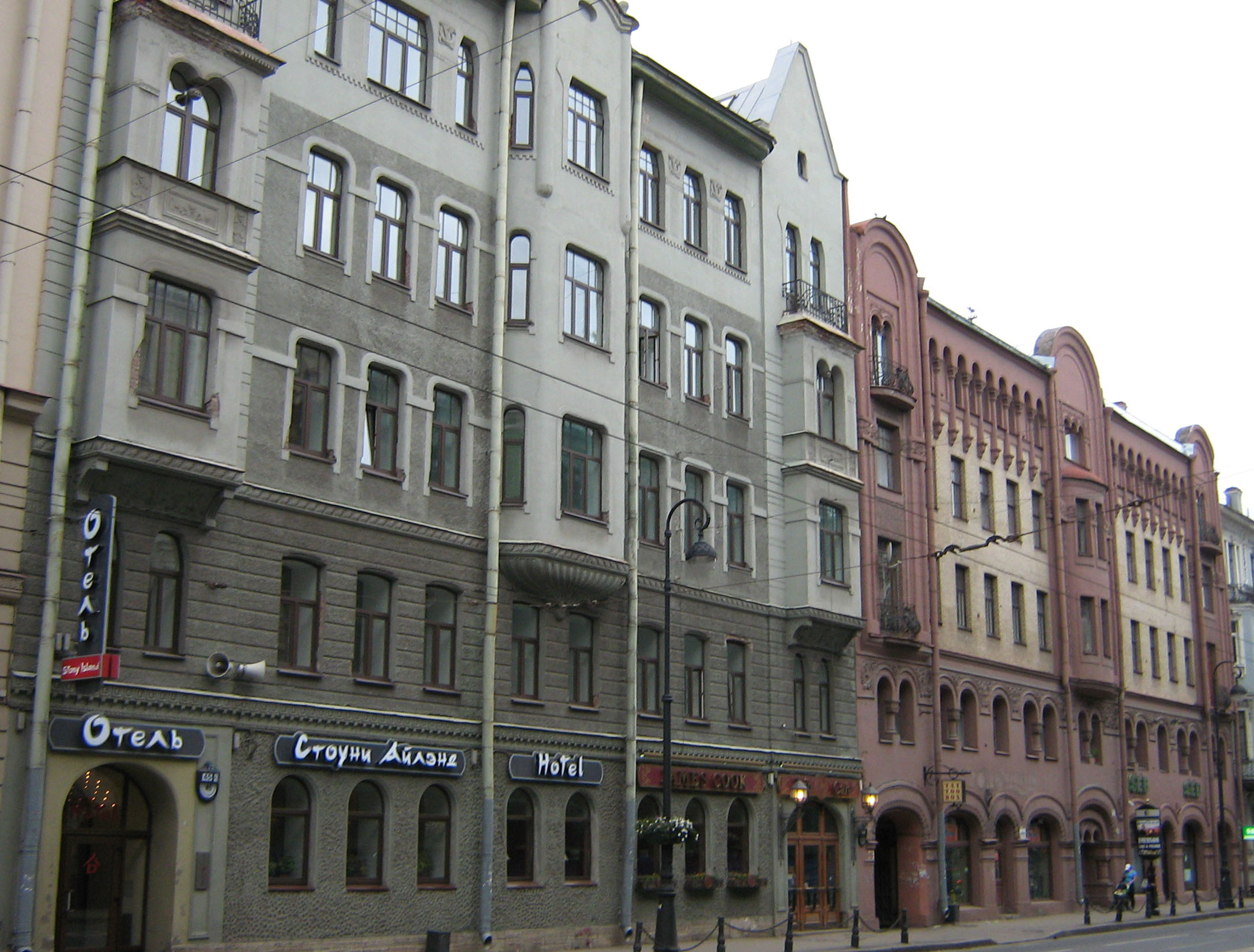
Каменноостровский пр., дом 45.

- Дом 45, возведённый в 1906 году, состоит по существу из двух доходных домов ярко выраженного индивидуального облика. Правая часть — арх. Д. А. Крыжановский. Левая часть — арх. В. В. Шауб. Противоположным фасадом дом обращён к Карповке.

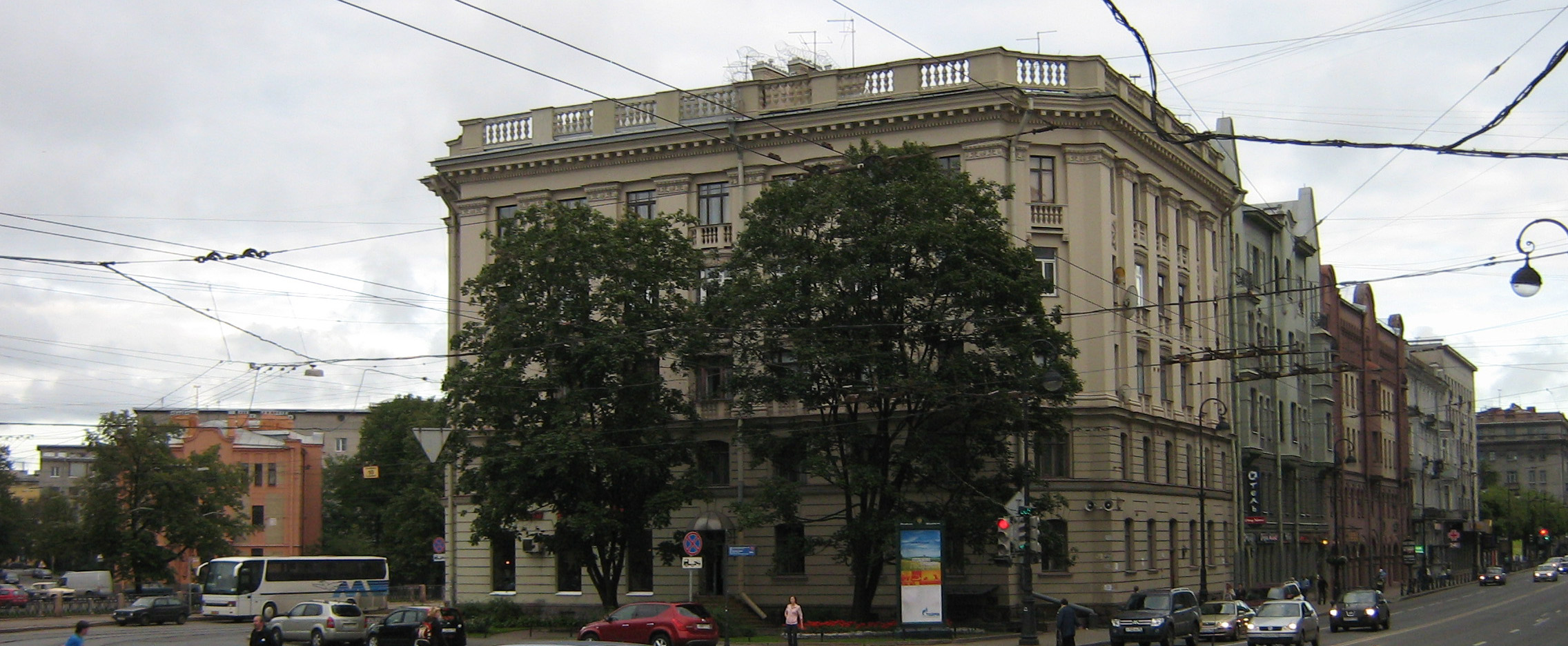
Каменноостровский проспект у Силина моста, дом 47 и набережная Карповки.

- Дом 47 стоит на изгибе Карповки и выходит на её набережную двумя фасадами, а на Каменноостровский проспект — третьим. На этом участке во второй половине XIX века находилась мастерская скульптора Д. И. Иенсена. В начале XX века бывший дом Иенсена принадлежал владельцу мебельной фабрики (Каменноостровский, 49) Ф. Ф. Мельцеру и архитектору Р. Ф. Мельцеру. Существующее пятиэтажное здание, построенное в неоклассическом стиле в 1952 году по проекту архитекторов О. И. Гурьева и В. М. Фромзеля, эффектно завершает линию застройки от сквера с памятником А. С. Попову до Карповки[19]. В угловой квартире № 18 на втором этаже в 1953—1956 годах жил родоначальник ленинградской школы физиков А. Ф. Иоффе. В 1956—1979 годах ту же квартиру занимал один из основателей африканистики в СССР Д. А. Ольдерогге.

#### От Карповки до Малой Невки

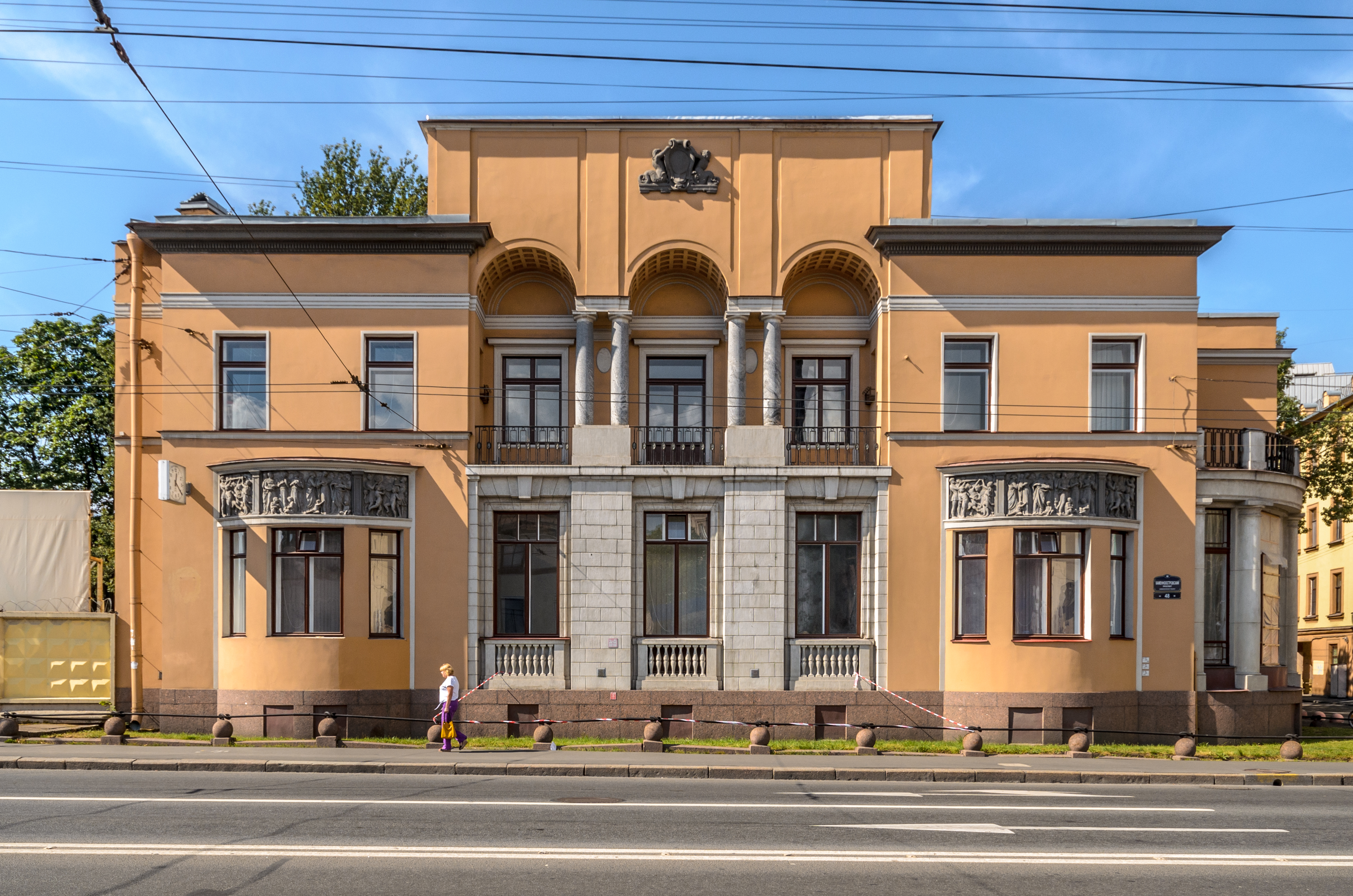
Особняк Покотиловой, Каменноостровский проспект, 48

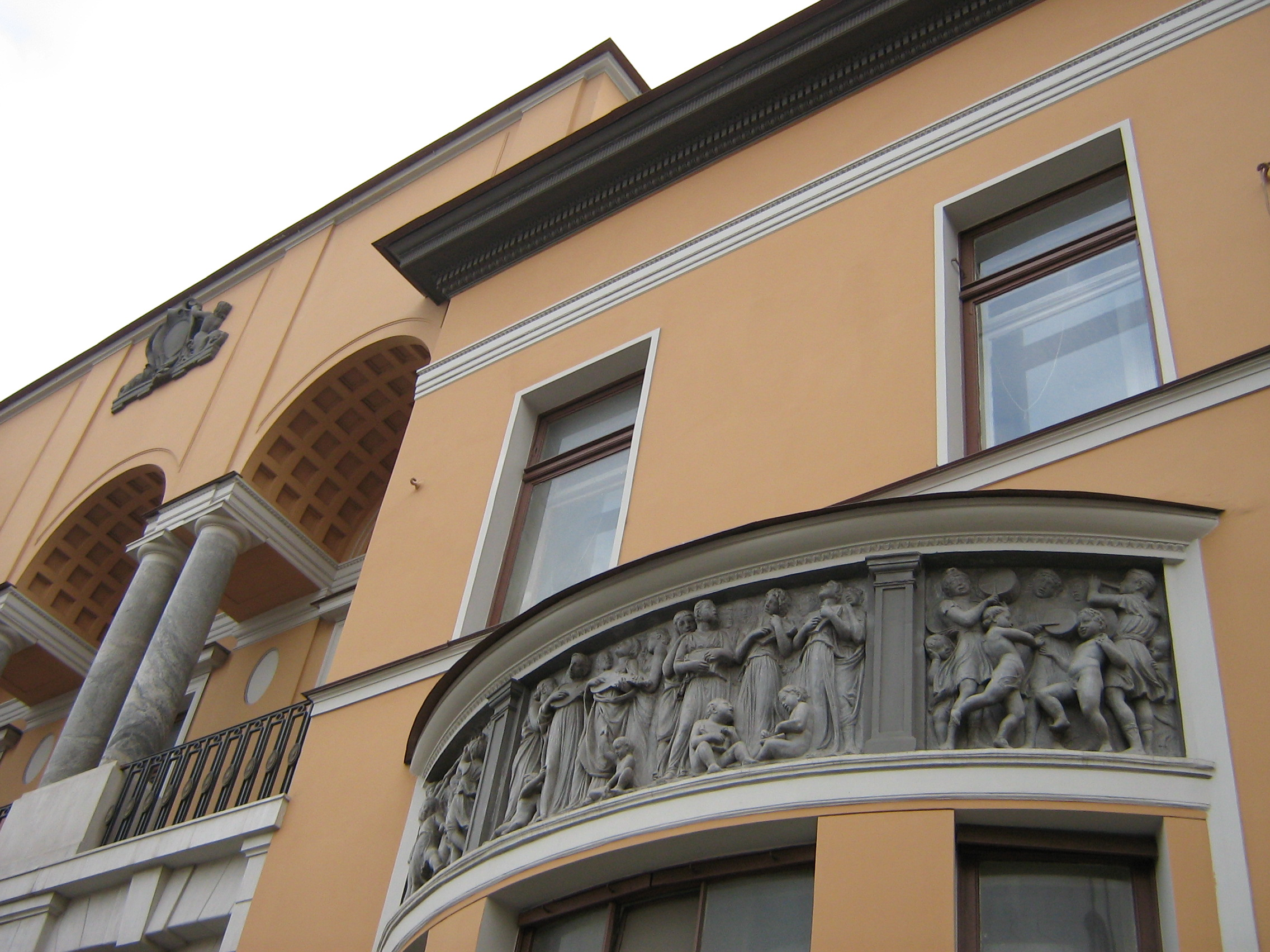
Особняк Покотиловой (деталь)

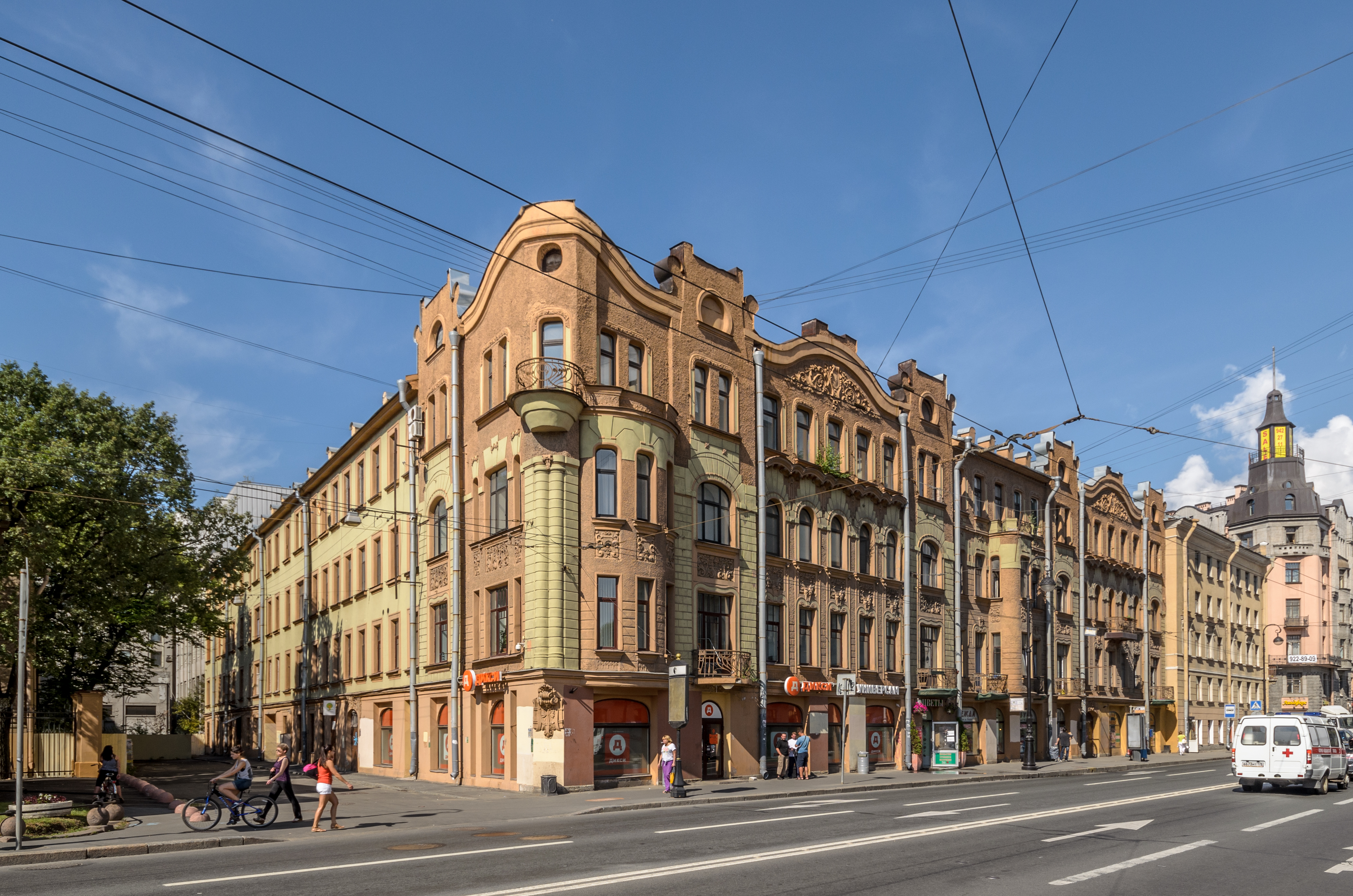
Каменноостровский проспект, 50

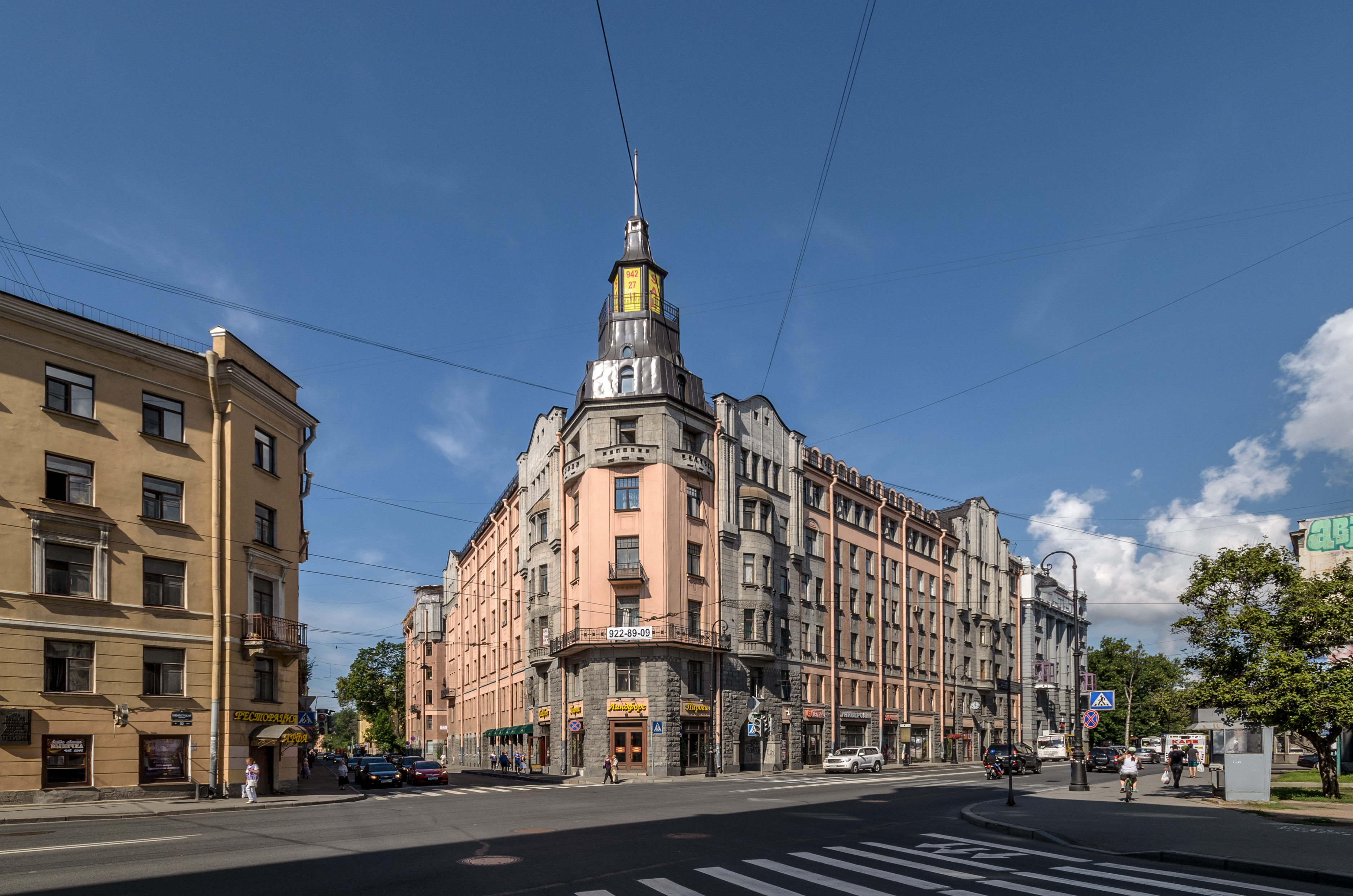
Каменноостровский проспект, 54

- Дом № 48 (угол Карповского переулка) — особняк М. К. Покотиловой, 1909 год, арх. М. С. Лялевич, неоренессанс (стилизация под ренессансную виллу); капитальный ремонт начала 1970-х годов. Горельефы над лоджиями воспроизводят работу Луки делла Роббиа «Певчие» из ризницы собора Санта-Мария-дель-Фьоре. Владелица особняка Мария Константиновна Покотилова (вдова инженера-строителя Д. В. Покотилова) сдавала квартиры внаём; в 1910-е годы по этому адресу работало философское общество «Новый человек». С 1921 года особняк занимал созданный по указу СНК РСФСР Научно-мелиорационный институт (ныне ОАО «ВНИИГ им. Б.Е.Веденеева»[44]), затем районная поликлиника № 32, затем кожно-венерологический диспансер, а с 1989 года — межрайонный врачебно-физкультурный диспансер. Соседний дом № 46, выходивший на набережную Карповки, не сохранился. Не сохранился и доходный дом, возведённый в 1911—1912 годах по проекту М. С. Лялевича в западной части участка Покотиловой: в 1988 году он вошёл в состав строившегося комплекса гостиницы «Петроградская» («Северная корона»)[45], примыкающего к задней части особняка.
- Дом № 49 Дом Корлякова построен в 1820-е годы архитектором Д. Адамини.
- Дом № 50 / Карповский переулок, д. 1 — доходный дом. 1909, арх. П. М. Мульханов. Принадлежал Александровым — владельцам рынка, ресторана «Аквариум» и доходных домов на этом же проспекте (дома № 10 и № 12).
- Дом № 51 здание кинематографа «Гранд-палас» построено в 1820-е годы. Владелец кинематографа Иосиф Самуилович Шпигельман жил на Казанской улице, дом № 22. Помимо кинематографа ему принадлежала мастерская золотых и серебряных изделий. Перестройку здания для размещения кинематографа в 1912—1913 производил архитектор Александр Яковлевич Ромасько.
- Дом № 52 (улица Профессора Попова, дом 24-а) принадлежал А. М. Опекушину. Построен в 1878 году по проекту арх. А. С. Лыткина (Лыткин также выполнил постамент опекушинского памятника Пушкину на Пушкинской улице). Первоначально был двухэтажным. Неоднократно перестраивался в советское время. В 1910-х здесь жил художник и издатель З. И. Гржебин. Рядом с жилым домом стоит небольшое кирпичное здание — мастерская Опекушина. Построенная в 1887 году по проекту А. А. Гвоздзиевского, она была увеличена пристройками в 1894 году (арх. Ф. К. фон Пирвиц) и в 1901 году (арх. А. Н. Померанцев). Впоследствии в этом доме находилась мастерская скульпторов М. Г. Манизера и Е. А. Янсон-Манизер. В отличие от жилого дома, мастерская Опекушина сохранила облик 1900-х годов. Она по-прежнему используется как скульптурная мастерская[46].  памятник архитектуры (вновь выявленный объект)[37]

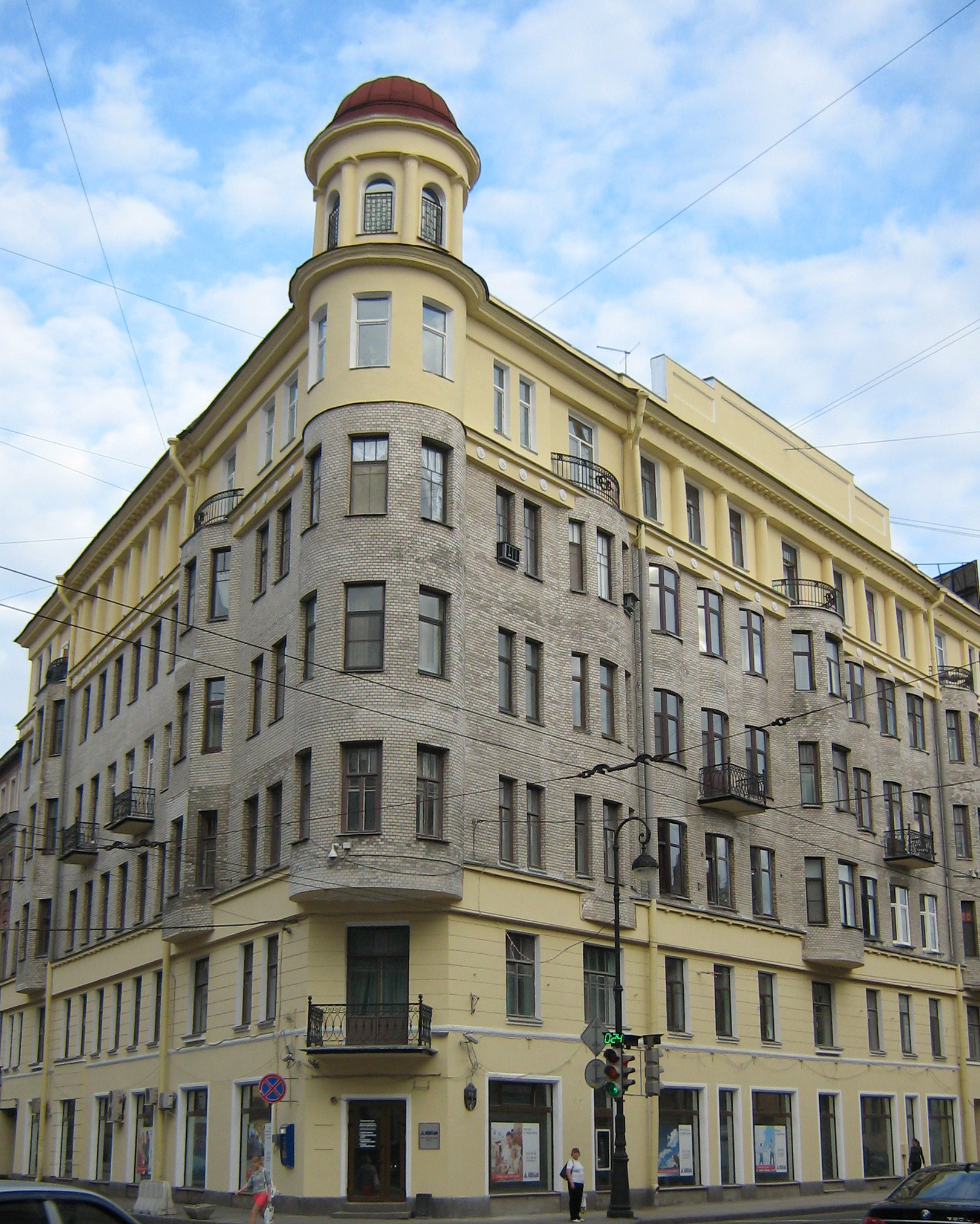
Каменноостровский проспект, дом 53/22.

- Дом № 53 — 1910, арх. С. Г. Гингер (на месте деревянного одноэтажного дома П. Д. Беляева конца XVIII века). В 1910-е годы здесь был трактир «Карповка», в 1920-е годы государственные подвалы вин Армении, в 1990-е годы ресторан «Империал», с 2000 — отделение банка «Московский деловой мир».
- Дом № 54 / улица Профессора Попова, д. 31  памятник архитектуры (региональный)[47][48] — жилой дом, построен в 1910—1911, по проекту арх. Д. А. Крыжановского, жившего в этом же доме с момента постройки. По стилистике дом близок северному модерну и немецкой архитектуре. Курдонёр раскрыт к улице Профессора Попова. В отделке применён серый и розовато-серый гранит. Фасад на высоту двух этажей выложен плитами скальной фактуры. Порталы дома изготовлены из того же гранита, но, в отличие от фасада, они гладко обработаны и украшены резными рельефами. Мощная гранёная башня на углу венчалась шатром и фонариком со шпилем (навершие башни утрачено при пожаре). Постройку отметили серебряной медалью на конкурсе фасадов 1912 года. Ранее, в начале XIX века, на этом участке находилась дача актёра императорских театров, воспитателя (затем инспектора) Петербургского театрального училища С. Ф. Рахманова и его жены актрисы Х. Ф. Рахмановой; в 1808—1809 на этой даче жил Ф. П. Литке. Со второй половины XIX века на этом месте находился четырёхэтажный каменный дом. В 1906 году частью участка владел архитектор П. В. Резвый. Затем участок принадлежал домовладельцу, купцу 1-й гильдии Р. И. Берштейну. После постройки дома в нём находилась гостиница «Каменноостровская», принадлежавшая почётному гражданину, купцу 2-й гильдии С. И. Забежкину. В 1912—1914 в этом доме жил архитектор В. П. Апышков, с 1912 — певица М. Д. Каменская, в 1915 — архитектор В. П. Вайтенс, также с 1915 — брат адмирала Эссена, вдова адмирала (М. М. Эссен, координатор Дамского морского общества) и сын, командир подводной лодки Антоний Эссен, погибший при выполнении боевого задания осенью 1917. С 1916 года здесь жил генерал В. Ф. Джунковский и его сестра Е. Ф. Джунковская, фрейлина, председатель общины св. Евгении и Петроградского попечительского комитета о сёстрах Красного Креста.
- Дом № 55 — дом совторгслужащих, 1930—1932, конструктивизм, арх. Е. А. Левинсон и А. М. Соколов. Проект получил первую премию на Всесоюзном конкурсе 1929 года. В здании поместились 90 квартир, общежитие на 80 комнат, во дворе — полуротонда с клубным залом, в котором с 1989 года располагается драматический театр «Особняк». Е. А. Левинсон жил и работал здесь с 1931 по 1968 год[49]. В кв. № 42 с 1930 года жил кинорежиссёр Ф. М. Эрмлер, в кв. № 19 жили кинооператор А. Н. Москвин (с конца 1932) и его жена, кинорежиссёр Н. Н. Кошеверова[50].
- Дом № 56 — жилой дом, 1999, арх. Е. Герасимов и З. В. Петрова, конструкторы «Экополисстройпроект», заказчик ОАО «Возрождение Санкт-Петербурга». Архитектурный облик этого здания решён в стиле, гармонирующем с окружающей застройкой. Это первый в городе дом с центральной системой кондиционирования воздуха; его проект стал лауреатом Всероссийского архитектурного конкурса 1997 года.

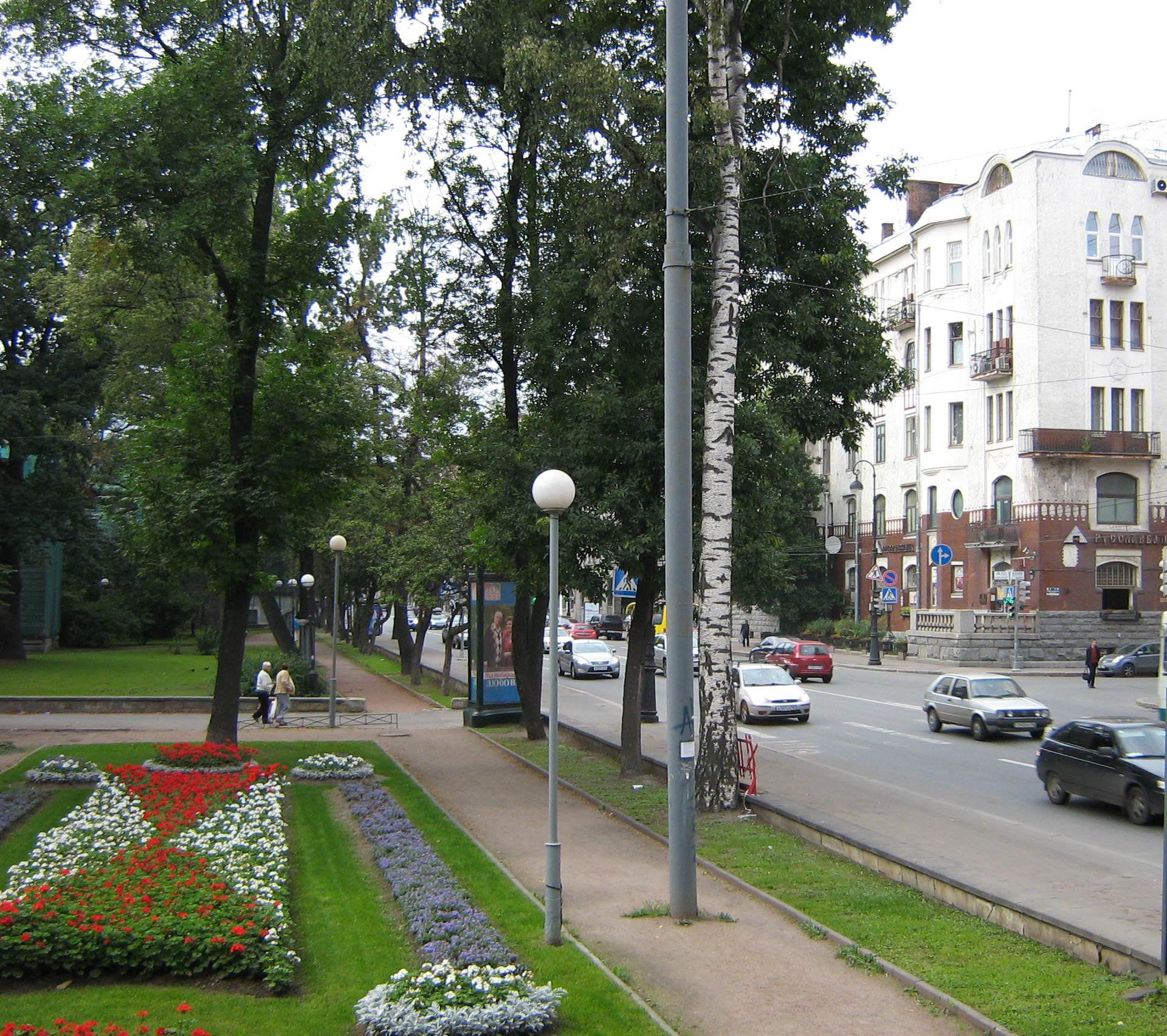
Аникушинский сквер. Впереди справа — дом Циммермана (Каменноостровский пр., 61).

- Между домами № 56, 58, 60 и проспектом находится Аникушинский сквер.

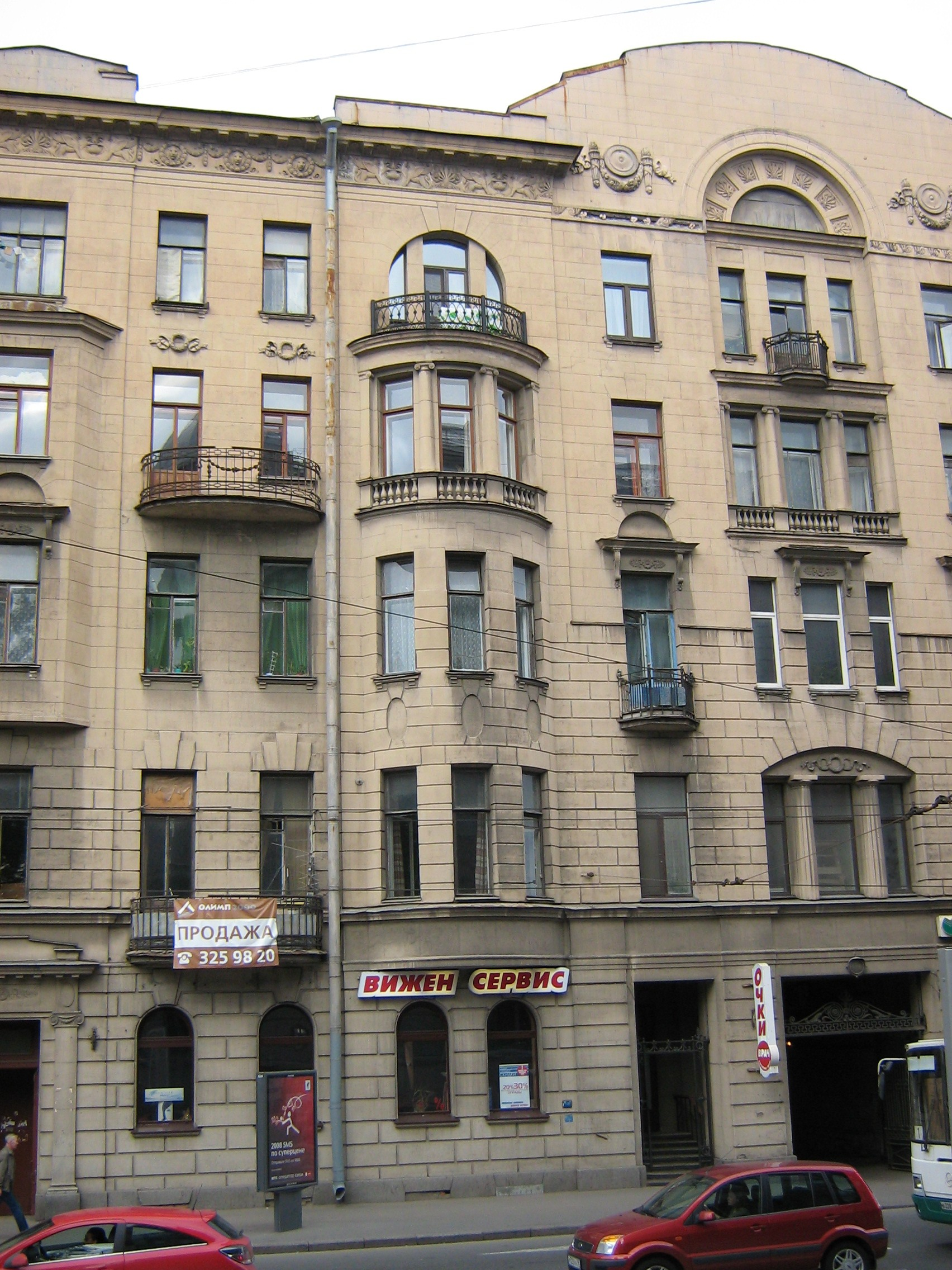
Каменноостровский проспект, дом 57.

- Дом № 57 — 1910, неоклассицизм, архитектор П. В. Резвый. Как и следующий дом 59, этот дом первоначально принадлежал купцу И. Д. Агафонову[51], а перед революцией — князьям Владимиру Платоновичу Оболенскому и прапорщику Сергею Платоновичу Оболенскому-Нелединскому-Мелецкому. В 1930—1932 г.г. в этом доме в квартире 24 жил И. В. Курчатов.
- Двухэтажный дом № 58, расположенный с отступом от линии застройки, за Аникушинским сквером, — дом князя А. Е. Вяземского (с 1866, ранее — дача Королёва и танцкласс «Шато де флёр»; перестроен в 1869—1871, арх. Е. Е. Аникин); здание механической мастерской со стороны двора было построено в 1895 (арх. М. И. Шолковский) для тогдашнего владельца участка Р. М. Ветцера, надстроено в 1898 (арх. Г. В. Войневич). В 1897—1900 во втором этаже дома жила писательница, драматург, переводчица и издатель О. Н. Попова. В 1910-е годы здесь жил исследователь Средней Азии, военный, изобретатель М. Е. Грумм-Гржимайло. С 1913 по 1928 в этом доме жил академик А. Н. Крылов, а у него на квартире в 1920 — адмирал И. К. Григорович. В советские годы здесь находился Ждановский (затем Приморский) райком ВЛКСМ

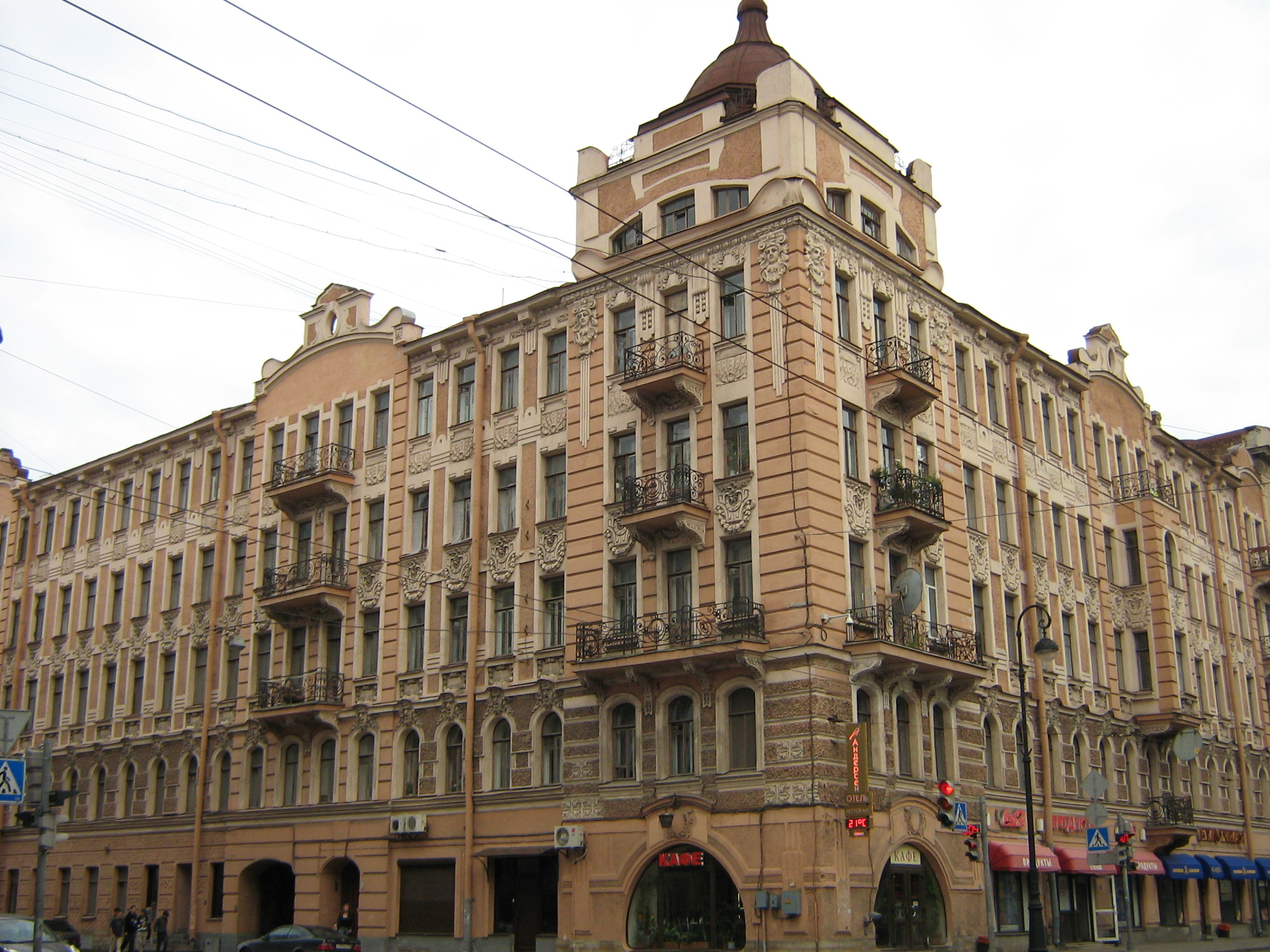
Каменноостровский проспект, дом 59.

- Дом № 59 / улица Чапыгина, д. 1 — 1908—1909, поздняя эклектика с элементами модерна, арх. П. М. Мульханов. В 1910-е годы в этом доме жил архитектор Н. В. Васильев. С 1915 года квартиру на втором этаже занимал авиатор В. А. Лебедев, после отъезда которого в 1919 году в квартиру переехал ректор Политехнического института Дмитрий Павлович Рузский (эмигрировал в Югославию в 1922). В 1917 в доме находилась явочная квартира большевиков, записанная на имя Эйно Рахья. В 1934—1939 годах в кв. 26 этого дома жил актёр К. В. Скоробогатов
- Каменноостровский проспект, 60  781720972550005 — бывш. оранжерея, ресторан и особняк купца Э. Г. Игеля («Дача Эрнеста», по имени владельца). Ранее здесь находилась дача князя А. Е. Вяземского (1850, одна из первых построек арх. Р. Б. Бернгарда — впоследствии профессора и директора Института гражданских инженеров) с коллекцией рододендронов и кипарисов. Существующий комплекс зданий создан в конце XIX — начале XX века (1881, арх. А. А. Степанов; 1894—1895, арх. А. И. Ковшаров; 1897 и 1903, арх. Б. Я. Зонн). В советское время — райсовет Ждановского (затем Приморского) района, до 1977 также районный комитет КПСС и исполком Ждановского района, после 1977 — Главное управление профессионально-технического образования Ленинграда и области. В 1990-е годы здесь разместились созданные художницей и журналисткой Н. В. Дубровской гуманитарный детский центр «Юна» (бесплатные кружки́ для детей-сирот и инвалидов) и редакция газеты «Дети и мы». В 2003 году «Юна» была куплена группой ЛСР и перепрофилирована в компанию по операциям с недвижимостью, а в 2008 — получила права на реконструкцию особняка. Компания не выполнила свои обязательства, не обеспечила консервацию и охрану здания, а в 2015 году отказалась от проекта[52][53]. В 2016-м году были похищены оригинальные исторические камины и витражи, только в 2018 КГИОП внесло их в предмет охраны памятника и запланировало реставрацию[54].
- Каменноостровский проспект, 61 / ул. Чапыгина, 2  781721206150005 — доходный дом почётного гражданина Санкт-Петербурга А. Ф. Циммермана. Арх. Ф. И. Лидваль, северный модерн (1906—1907; дом расширен и надстроен сотрудником Лидваля А. Ф. Нидермейером в 1913). Диплом на конкурсе лучших фасадов 1907 года. Угловая башенка не сохранилась. Фасады отличаются разнообразием отделки, насчитывается около 20 видов окон (прямоугольные, овальные, круглые, криволинейные). Дом сразу был оснащён лифтами, при доме имелась конюшня, просторные 6—7-комнатные благоустроенные квартиры (по три на этаже) снимали состоятельные люди: князь А. С. Шаховской, вдова потомственного дворянина Л. А. Половцева, британский подданный Бек, организатор радиотехнической промышленности С. М. Айзенштейн, вдова и дети архитектора Месмахера и др. В советское время на торцевой стене со стороны ул. Чапыгина художником Б. С. Аксельродом при помощи отбойного молотка выполнено декоративное панно «Дружба».
- Дом № 62 — современный жилой дом на месте бывшей дачи архитектора А. Н. Воронихина. На этой деревянной даче он с семьёй проводил летние месяцы с 1807 по 1813 год. Первоначально дом был небольшой, квадратный, но затем А. Н. Воронихин его реконструировал и расширил; появился портик с 6 колоннами дорического ордера, основанием которого служила терраса с балюстрадой. До 1870-х годов участком с дачей владели потомки Воронихина, а затем последовательно купец В. А. Таратин и его компаньон Б. П. Осипов. Здание было реконструировано в 1879 г. по проекту Г. Руша, а в 1893 г. надстроено вторым этажом по проекту Н. М. Самойлова, в 1908 году реконструировано по проекту Д. А. Крыжановского. В 1896—1906 годах здесь жил В. П. Осипов, будущий известный психиатр, ученик Бехтерева, впоследствии лечивший Ленина. В 1920-х годах в доме располагалось детское учебное заведение, а с 1940 года жилые квартиры. В 1936 году разобрали портик и террасу. В 1970-х по решению исполкома Ленсовета началась реставрация дачи, однако в апреле 1980 года, в связи с подготовкой к московской Олимпиаде, дом разобрали и перевезли в реставрационные мастерские на территории Александро-Свирского монастыря. В том же году архитекторы М. О. Плаксин и Е. Ю. Варакин («Ленжилпроект») выполнили проект реставрации одноэтажного дома Воронихина с террасой и портиком. Однако реставрация так и не была осуществлена. До 2005 года сохранялся фундамент здания и элементы планировки участка. Права на реконструкцию и реставрацию особняка получила компания «Юна», принадлежащая группе ЛСР. На земле дачи Воронихина был построен современный дом, лицевой корпус которого своими очертаниями копирует бывшую дачу, а также два многоэтажных жилых дома[52].
- Дома № 63 ( 781710971120005) и 65 ( 781710971130005) — доходные дома К. В. Маркова[55], начаты им же, завершены 1910 году по проекту арх. В. А. Щуко (жил в доме № 65, в мансарде располагалась его мастерская). Дома построены в неоклассическом стиле с применением «колоссального» ордера и эркеров[56]. В доме № 65 в разное время жили оперный певец Юрий Морфесси[57], биолог академик О. И. Киселёв[58][59], А. А. Оль, член правления Азовско-Донского банка С. Э. Эпштейн[60].
- Дом № 66 / Песочная набережная, 2  781610573800005 — бывшая богадельня и школа Садовникова и Герасимова, построенная в 1883 году[61]. В начале XIX века на этом участке стояла дача графа Дмитрия Гурьева. От его внучки княгини Куракиной дача перешла к откупщику Гарфункелю, устроившему здесь богатые оранжереи. После его банкротства, в 1855 году в бывшей даче было открыто увеселительное заведение «Вилла Боргезе», оркестром которого дирижировал Цезарь Пуни. 1870-е годы участок перешёл к надворному советнику А. В. Шереметеву. Существующее здание построено в 1881—1883 годах по проекту архитекторов Ф. С. Харламова и В. И. Токарева для богадельни, открытой и содержавшейся на средства купцов 1-й гильдии Ф. М. Садовникова и С. И. Герасимова. При богадельне имелась школа и церковь во имя Святого Мученика Фирса и Преподобного Саввы Псковского. В 1908 году по проекту Л. Н. Бенуа рядом была построена часовня Христа Вседержителя (снесена после революции). В октябре 1918 года церковь была закрыта; позднее здание богадельни подверглось капитальной перестройке. С 1919 по 1924 год в здании находился 2-й педагогический институт (затем влившийся в Педагогический институт им. Герцена). В то время здесь жили и преподавали известные учёные — математик Г. М. Фихтенгольц, литературовед В. А. Десницкий. В 1930-е годы в здании располагался Центральный карантинно-распределительный пункт, куда поступали дети-сироты и беспризорники. В годы войны здесь размещался госпиталь, затем военная организация. С 1950-х до 2005-го в здании размещался противотуберкулёзный диспансер со стационаром и кафедра лёгочного туберкулёза 1-го медицинского института им. И. П. Павлова (ныне Санкт-Петербургский государственный медицинский университет)[61]. В 2006 году ИСК «Стройкомплекс» объявила о намерении здание снести и построить на его месте многофункциональный комплекс, в составе которого задумывались бизнес-центр, гостиничные номера и квартиры. В 2010 году инвестор от своих планов отказался, а в 2011 г. здание решено приспособить для городской прокуратуры[62]. На 2013-й судьба здания оставалась нерешённой, от планов по размещению прокуратуры городские власти отказались. Здание пустовало, законсервировано не было, пережило несколько пожаров. В 2014-м его передали Российской академии народного хозяйства и государственной службы при президенте РФ. Новый собственник провёл капитальный ремонт, который был завершён в 2023 году. После работ, однако, исторический облик некоторых частей здания оказался искажён[61].

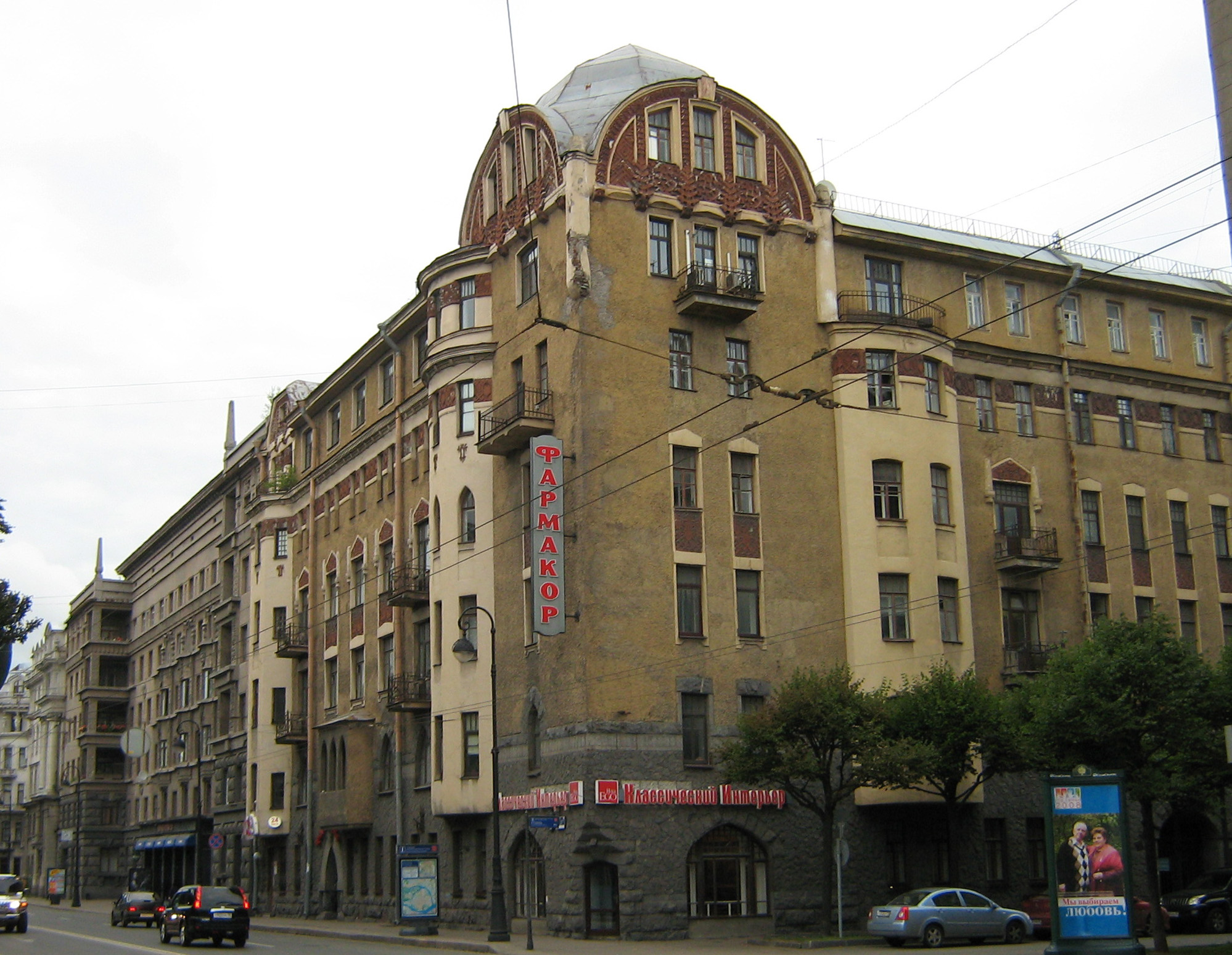
Каменноостровский проспект, дом 67. Далее видны дом 69 (дом работников ИЭМ) и часть дома 73-75.

- Дом № 67  / ул. Графтио, 2 — доходный дом К. В. Маркова (1908)[55], построен по его собственному проекту в стиле «северный модерн». До 1916 года в здании жил географ Эмилий Лесгафт[63]. С 1912 по 1936 год в здании жил Григорий Грум-Гржимайло, а в 1915—1922 годах — оперный певец Фёдор Шаляпин. В 1920-х годах в доме располагалось общежитие ЛЭТИ, где была создана первая студенческая коммуна. Дом сгорел в январе 1942 года и был реконструирован после окончания Второй мировой войны. В 1975 году в нём был открыт Музей театрального и музыкального искусства, частично здание занимало общежитие ЛЭТИ № 1. Ректор ЛЭТИ Александр Вавилов проживал в здании с 1952 по 1981 год[56]. В 1990-е — начале 2000-х годов в здании работала популярная радиостанция.
- Дом № 69 — Жилой дом работников Всесоюзного института экспериментальной медицины, построенный в 1934—1937 годах по проекту Н. Е. Лансере при участии художника-архитектора А. Ф. Рюмина (планировка), архитектора О. Н. Шилиной (отделка клубного зала и парадного входа. До революции участок принадлежал К. В. Маркову[55] и купцу Ф. А. Алфёрову. Проект жилого дома, составленный В. А. Щуко в 1914 году, не был реализован из-за войны и революции. В существующем доме жил ряд выдающихся учёных, в частности Н. Н. Аничков, С. В. Аничков, А. А. Смородинцев, академик АМН СССР Д. А. Бирюков[49], академики К. М. Быков[49] и А. А. Заварзин[49].

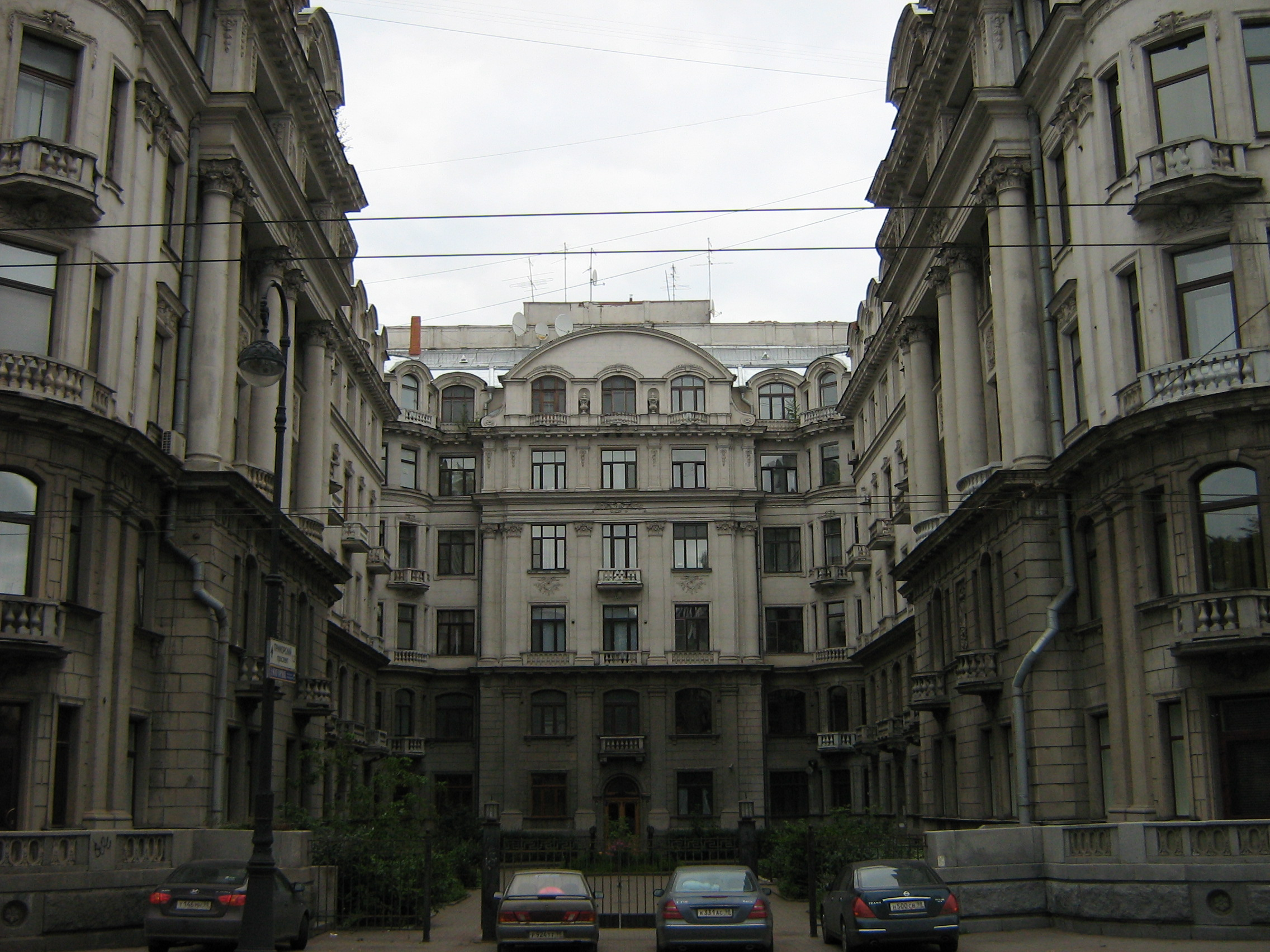
Курдонёр дома № 73-75.

- Дом № 73-75 — дом 3-го Петроградского товарищества постоянных квартир. В 1890-е годы на его месте находился увеселительный сад «Монплезир-Тиволи», а с 1912 аквариум «Золотая рыбка». Проект возведения на этом участке жилого дома на 70 квартир был утверждён городской управой 9 (22) июля 1913 года. Авторы проекта: застройщик (учредитель 1-го, 2-го и 3-го товариществ) гражданский инженер А. И. Зазерский и художник-архитектор И. И. Яковлев (соучредитель 3-го товарищества; получил в доме квартиру № 11 на 3 этаже, в которой проживал до своей смерти в 1926).

Строительство было завершено в октябре 1916 года, а уже в декабре товарищество заложило здание в Петроградское городское кредитное общество для получения новой ссуды. При этом были представлены документы, что дом полностью заселён, причём расчётные валовые поступления от сдачи квартир в наём будут составлять 166 500 рублей в год, или в среднем по 200 рублей с квартиры в месяц.
Среди жильцов дома № 73—75: поэт-переводчик М. Л. Лозинский (с 1915 года), генерал Леонид Петрович Капица (с 1914 года) и его сын физик П. Л. Капица (с перерывами, между 1920 и 1940), историк С. Ф. Платонов (в кв. № 13 с 1916 до ареста в 1930), директор императорских театров В. А. Теляковский (в кв.№ 2), поэт Н. А. Заболоцкий (в комнате в мансарде в 1925—1926), известные физики И. В. Курчатов (на 6-м этаже в 1923—1924), Л. И. Мандельштам и Н. Д. Папалекси (в кв.64), Я. И. Френкель (в 1926—1927), заслуженный деятель науки, математик, автор «Курса дифференциального и интегрального исчисления» Г. М. Фихтенгольц (в кв. 28 над Лозинскими с 1920-х годов), сын архитектора В. В. Шауба инженер-электрик Андрей Шауб (до ареста в 1937), архитектор В. В. Старостин (с 1914 года).
Корпуса по ул. Академика Павлова (арх. А. П. Щербёнок) были пристроены в послевоенные годы.

#### На Каменном острове
Конечный участок Каменноостровского проспекта проходит по Каменному острову от Каменноостровского моста через Малую Невку до Ушаковского моста через Большую Невку.
На чётной стороне проспекта, вблизи Каменноостровского моста, находится одноэтажное каменное здание — бывшая оранжерея Каменноостровского дворца.
Вблизи Ушаковского моста находится вытянутый вдоль Большой Невки дом № 68. В 1776—1778 годах здесь был построен Инвалидный дом для военных моряков по проекту архитектора Ивана Кребера. В 1806 году здание было частично перестроено по проекту А. Д. Захарова. В 1840-е годы была надстроена мансарда, изменившая внешний облик здания. В 1978 году старое здание разобрали и, сохранив его общий облик, на его месте возвели новое. В нём размещается Комплексная школа высшего спортивного мастерства. 11 выпускников этой школы в разные годы становились чемпионами мира.
Напротив оранжереи — дом № 77, бывшая гауптвахта Каменноостровского дворца, затем продуктовый магазин.
Далее в глубине участка стоят дома № 79 и 81 (арх. К. Д. Халтурин, 1930-е годы).
Далее идёт обширный сад, окружающий Церковь Рождества Иоанна Предтечи (Каменноостровский, 83, арх. Ю. М. Фельтен, 1778).